# 中華汽車工業
中華汽車工業股份有限公司（英語：China Motor Corporation）簡稱中華汽車、CMC，是臺灣的商用車及乘用車製造商，由裕隆汽車創辦人嚴慶齡於1969年成立，歷來以商用車作為主力商品。中華汽車初期採技術轉移的方式生產來自日本三菱汽車的商用車型，直至1986年三菱汽車與三菱商事才以轉投資的方式持有中華汽車25%的股份，目前三菱方已減持至14%。
中華汽車持續開發國內外市場，自行研發新型車款，且設立汽車開發研究中心。

## 發展簡史

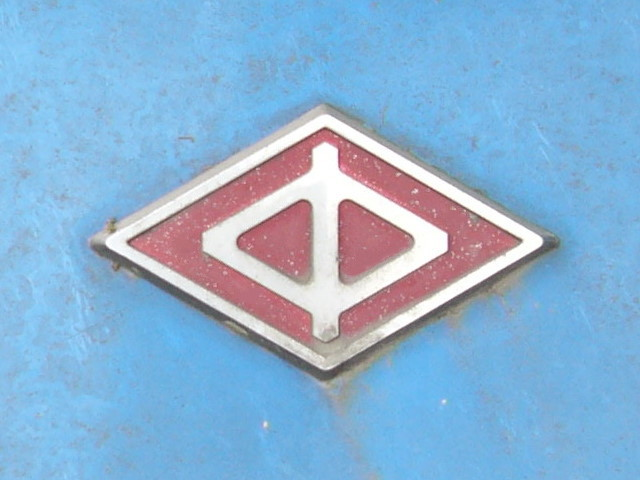
中華汽車第一代商標
中華汽車第二代商標
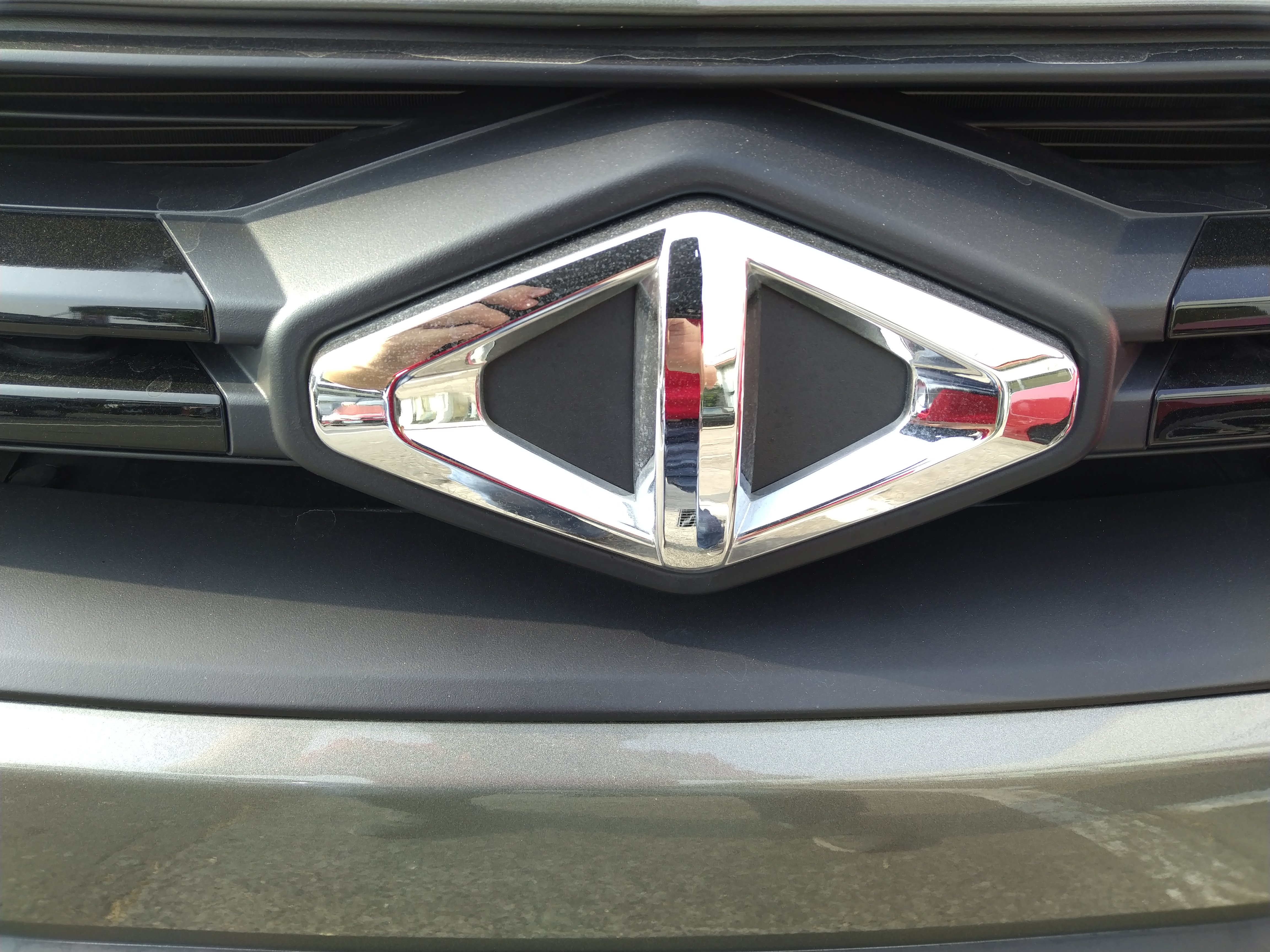
中華汽車第三代商標（自2019年起）

- 1969年6月13日，嚴慶齡創立中華汽車，資本額為新臺幣壹億元。
- 1970年10月，中華汽車與三菱汽車簽訂技術合作合約[5]。
- 1973年12月12日，臺灣省桃園縣楊梅市（今桃園市楊梅區）中華汽車楊梅工廠建廠完成，並正式生產「復興」（Fuso）大貨車[6]（三菱扶桑卡客车）及「得利卡」（Delica）小貨車。
- 1985年，「中華多利」（Towny）轎車上市，成龍擔任代言人。
- 1986年，三菱汽車與三菱商事正式投資中華汽車，各取得19%及6%之股權。
- 1988年，中華汽車出資、委由日本三菱自動車研發的「中華威利Varica」輕型商用車上市。
- 1993年，第四代「三菱菱帥」（Lancer）轎車上市；中華汽車總產量突破50萬輛；中華汽車股票正式掛牌上市。
- 1994年，中華人才培訓中心（CMTC）正式對外開放。
- 1997年，第八代「三菱Galant」轎車及「Freeca」商旅車、「三菱Space Gear」休旅車上市，中華汽車正式邁向國際分工新領域。
- 1999年，中華汽車與福建省汽車工業集團合資成立東南汽車；東南汽車竣工投產，開始量產「Delica」商旅車；中華汽車成立「中華汽車原住民文教基金會」；東南汽車獲准展開建設、生產；中華汽車總產量突破100萬輛。
- 2000年，由中華汽車與三菱自動車共同開發，以第6代Mitsubishi Minicab為原型放大版的中華菱利Veryca上市；「Freeca」在中國大陸正式上市，中文品牌為「富利卡」。
- 2001年，中華汽車連續5年蟬連國產汽車市場產銷冠軍。
- 2002年11月1日，中華汽車旗下之華中汽車與順益關係企業旗下之順益汽車合併，順益汽車為存續公司，華中汽車為消滅公司。
- 2003年，中國大陸當局通過中華汽車、戴姆勒克萊斯勒及福建省汽車工業集團共同合作產銷朋馳（BENZ）輕型客車；「Space Gear」成車外銷菲律賓；東南汽車取得中華人民共和國政府生產轎車產品許可。
- 2004年，三菱2.4L旗艦房車「Galant Grunder」上市。
- 2005年，中華汽車與科威特AMG集團（英语：Al-Mulla Group）正式簽約，外銷深耕阿拉伯市場；Lancer銷售量突破30萬台，成為汽車市場單一車種銷售冠軍；中華汽車與戴姆勒克萊斯勒集團簽署合作備忘錄。
- 2005年12月1日，三菱 Zinger 上市
- 2006年，中華汽車與三菱汽車簽訂東南汽車股權轉讓協議，轉讓東南汽車25%股權予三菱汽車；「Grunder」成功外銷菲律賓，締造國內高級房車外銷首例。
- 2008年9月11日，2代 三菱中華 Zinger 上市
- 2013年10月30日，三菱 Colt Plus 上市
- 2007年7月，吳舜文宣佈將中華汽車的大權交棒給嚴凱泰，中華汽車前總經理林信義回任裕隆汽車董事。[7]

- 2010年6月，中華汽車電動機車「e-moving電氣二輪車」上市。
- 2012年9月，中華汽車取得三菱汽車同意，正式外銷自主設計外觀的Lancer Fortis到中東海灣阿拉伯國家合作委員會（GCC）國家。
- 2013年10月30日，小改款 三菱 Colt Plus 上市。
- 2013年10月30日，自主開發「新達」Leadca （页面存档备份，存于） 3.49噸級貨車上市（類似三菱扶桑Canter）[8]。
- 2013年，eMoving推出第一款電動自行車Bobe。
- 2015年9月22日，3代 中華 Zinger 上市，此次由中華汽車操刀改款，故改掛中華標。
- 2017年4月6日，自主改款 中華 Grand Lancer 上市。
- 2017年6月20日，小改款 三菱 Colt Plus 上市（著重於外觀）。
- 2017年7月，發表電動自行車「EM 25 Shine」。
- 2017年12月21日，三菱 Eclipse Cross 上市。
- 2019年5月，公司成立五十周年，發表全新第三代企業識別。
- 2019年10月1日，3.5代 中華 Zinger 上市。
- 2020年9月3日， 中華 Zinger Pick Up 上市。
- 2021年1月7日，小改款 三菱 Eclipse Cross 上市。
- 2021年8月，發表輕型電動機車eMOVING-EZ1，為該公司第一款採用Gogoro Network智慧型電池交換系統的電動機車。
- 2021年11月1日，中華 Zinger Pick Up 新增 三開型 版本。
- 2022年7月27日，宣布導入上汽集團旗下之MG品牌。
- 2022年9月13日，MG HS1.5T 及 HS PHEV 上市。 [9]
- 2022年10月7日，中華 堅兵 P350 HYBRID 上市。
- 2023年3月8日，MG HS 2.0T 上市。
- 2023年5月15日，三菱 Eclipse Cross PHEV 上市。
- 2023年8月31日，MG ZS 上市。
- 2023年9月26日，4代 中華 Zinger 上市。
- 2024年3月31日，中華 Grand Lancer 停產。
- 2024年6月13日，MG 4 上市。
- 2024年11月8日，公開CMC J Space （Veryca菱利大改款）預計11月19日正式上市，台灣市場首款 Level 2 ADAS 輕型商用車。

## 車系

### 現行車系

#### 中華汽車品牌
- 中華Veryca（中華菱利，2000年至今）
- 中華Zinger（中華雙贏，2005年至今）
- 中華堅兵P350 HYBRID（2022年至今）
- 中華J Space（2024年至今）
- 中華ET35（預計2025年上市）

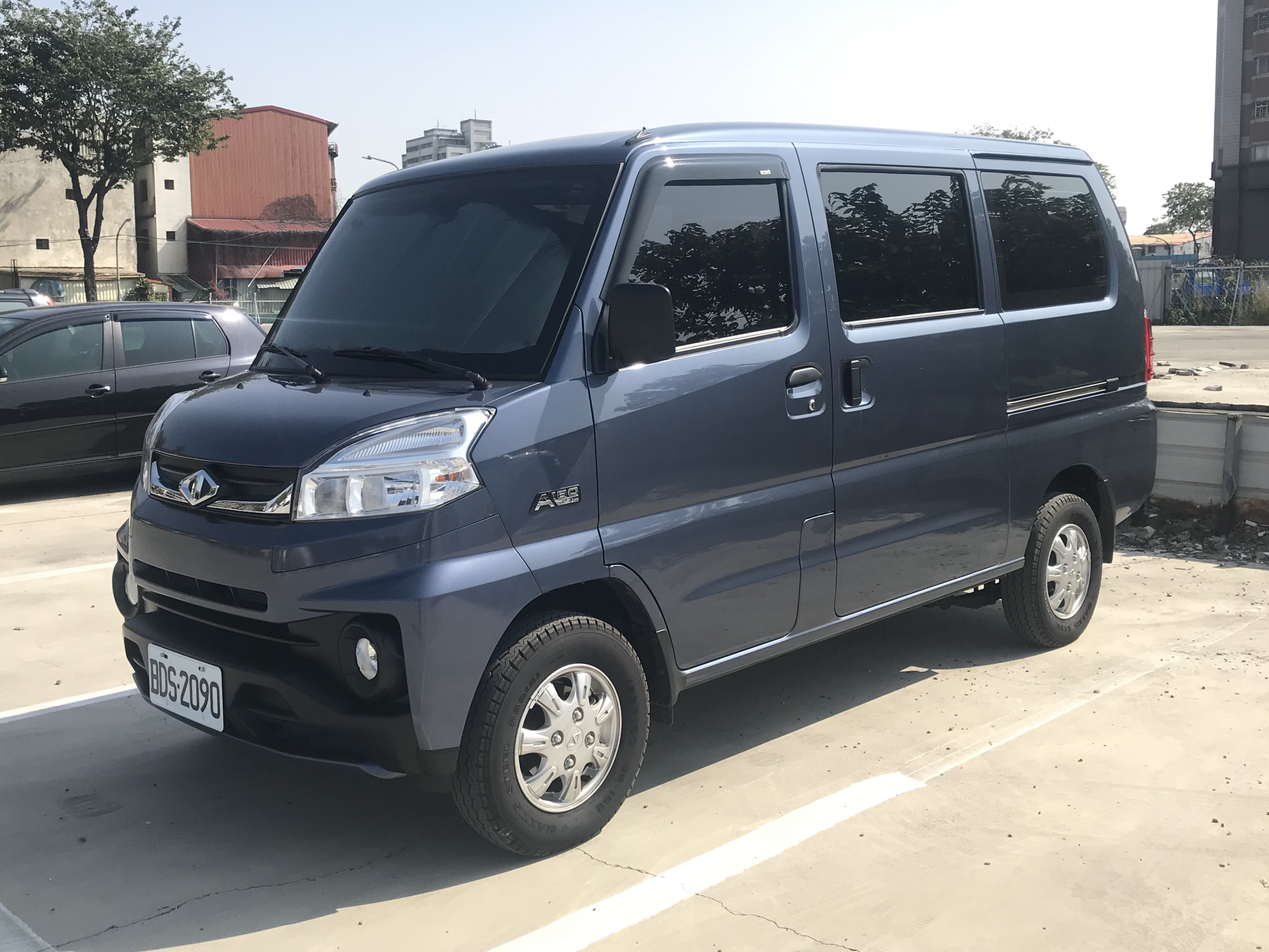
中華Veryca
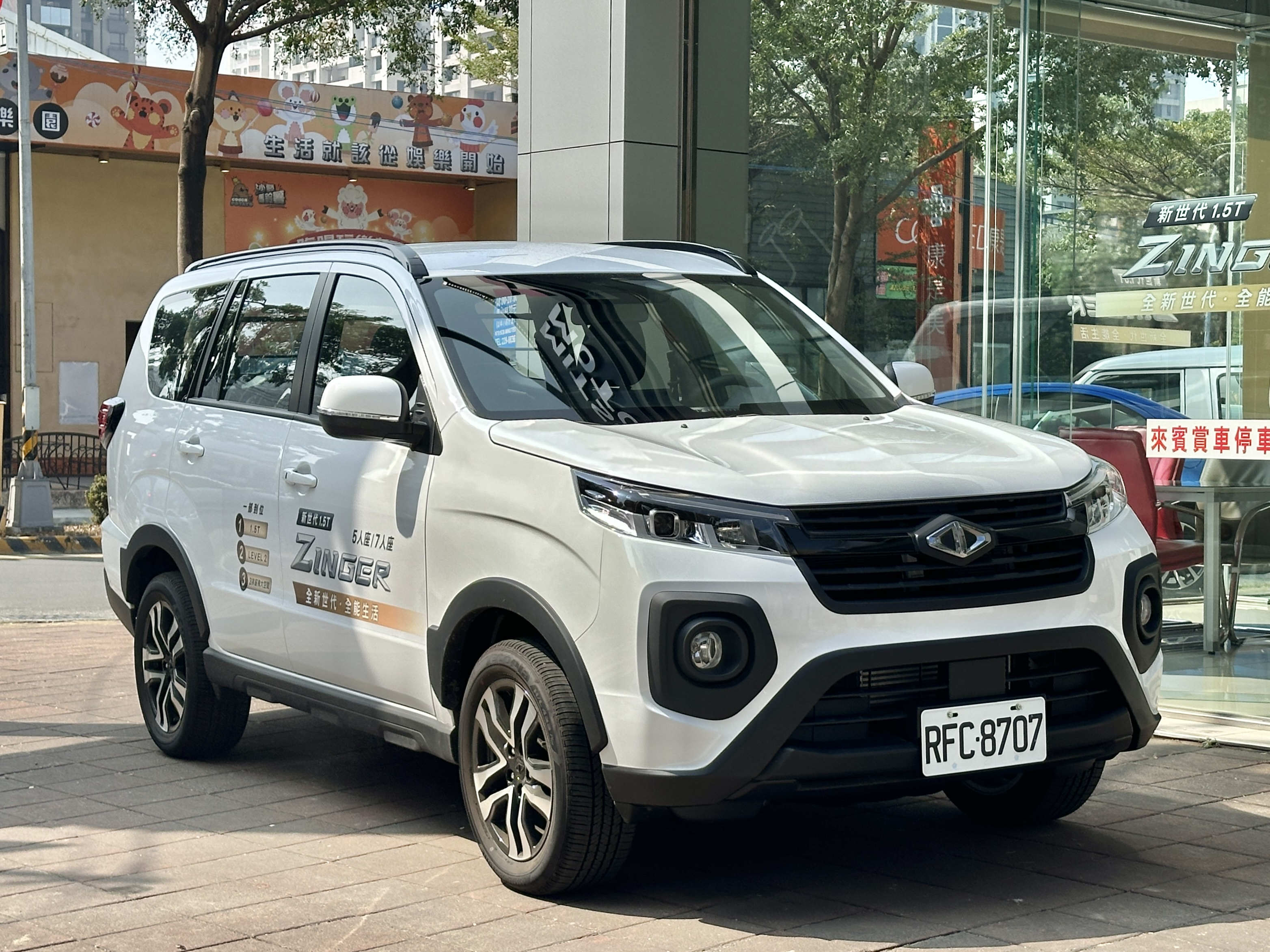
中華Zinger（雙贏第四代）
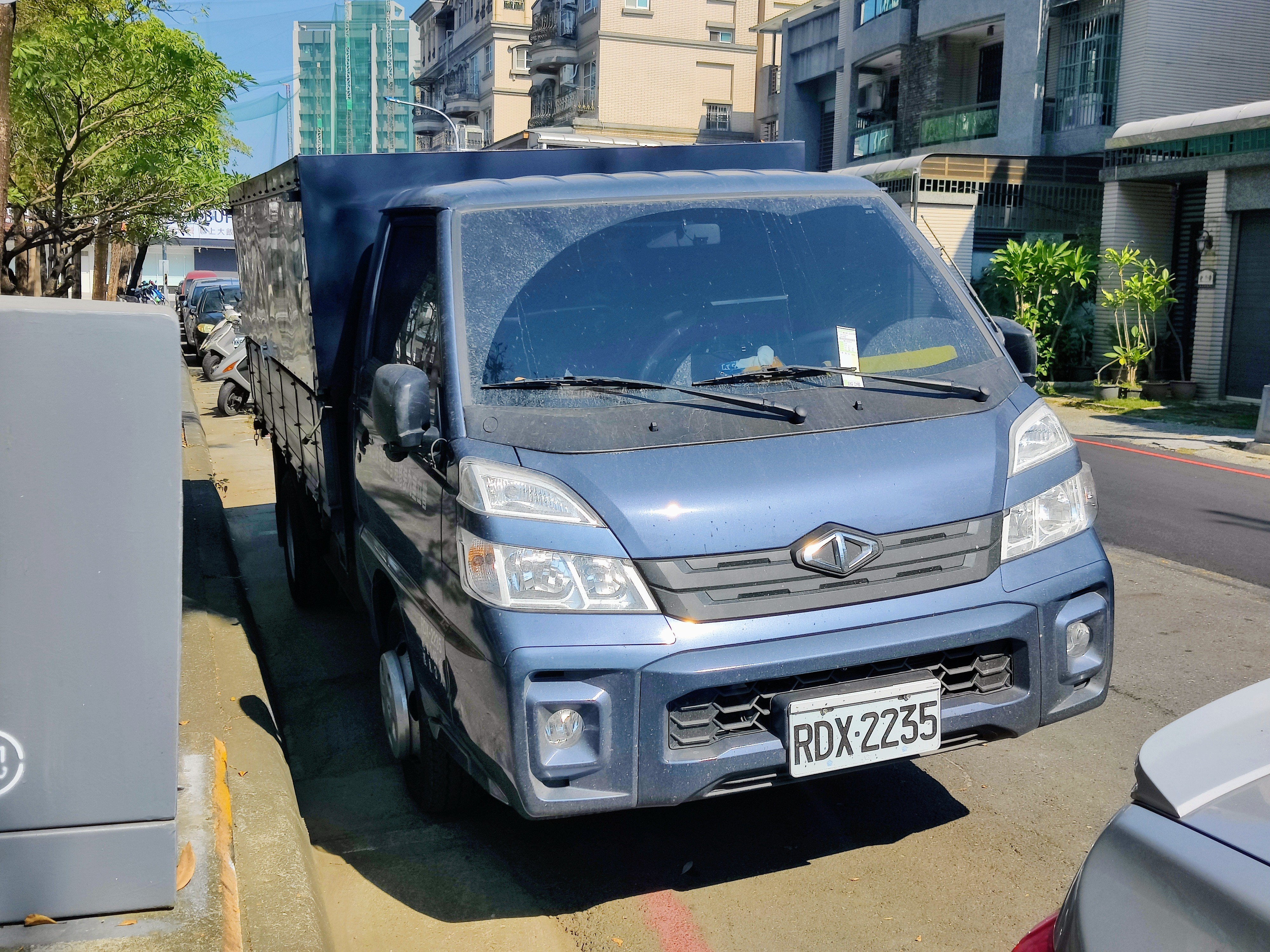
中華P350 Hybrid

#### 三菱汽車品牌
- 三菱Colt Plus（2007年至今）
- 三菱Delica（中華得利卡，1973年至今）
- 三菱Eclipse Cross（2018年至今，進口）
- 三菱Outlander（2001年至今）

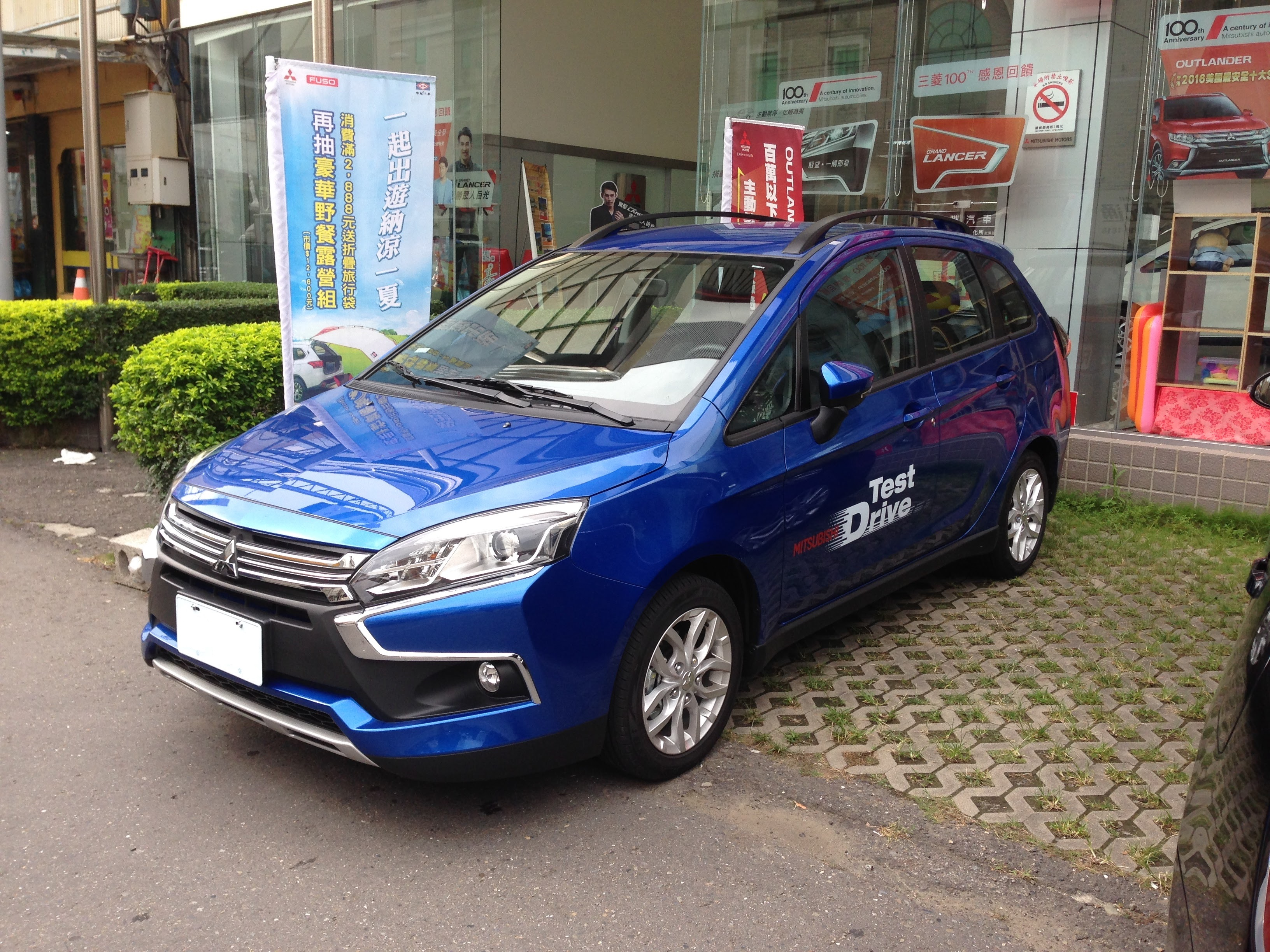
三菱Colt Plus
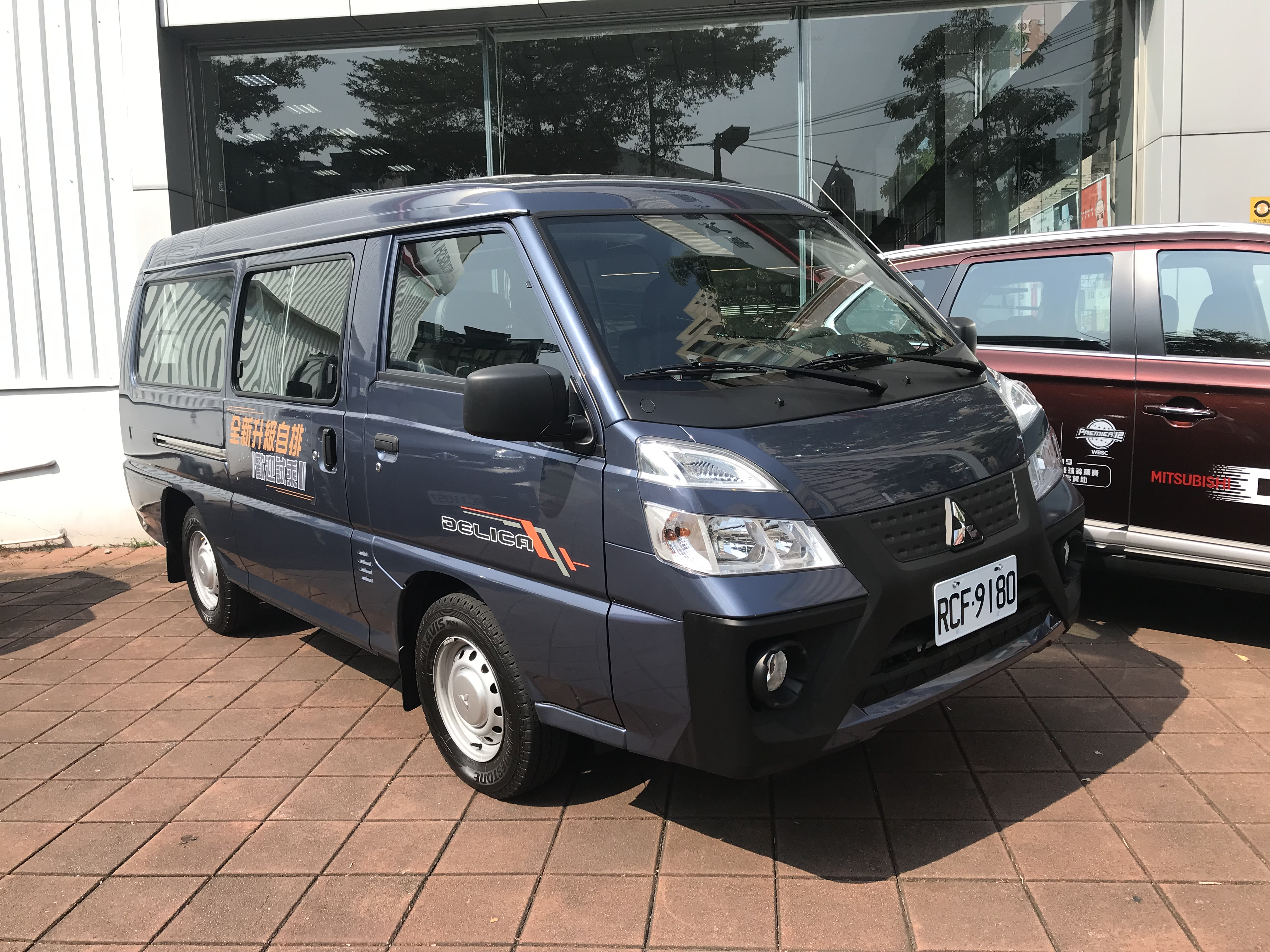
三菱Delica
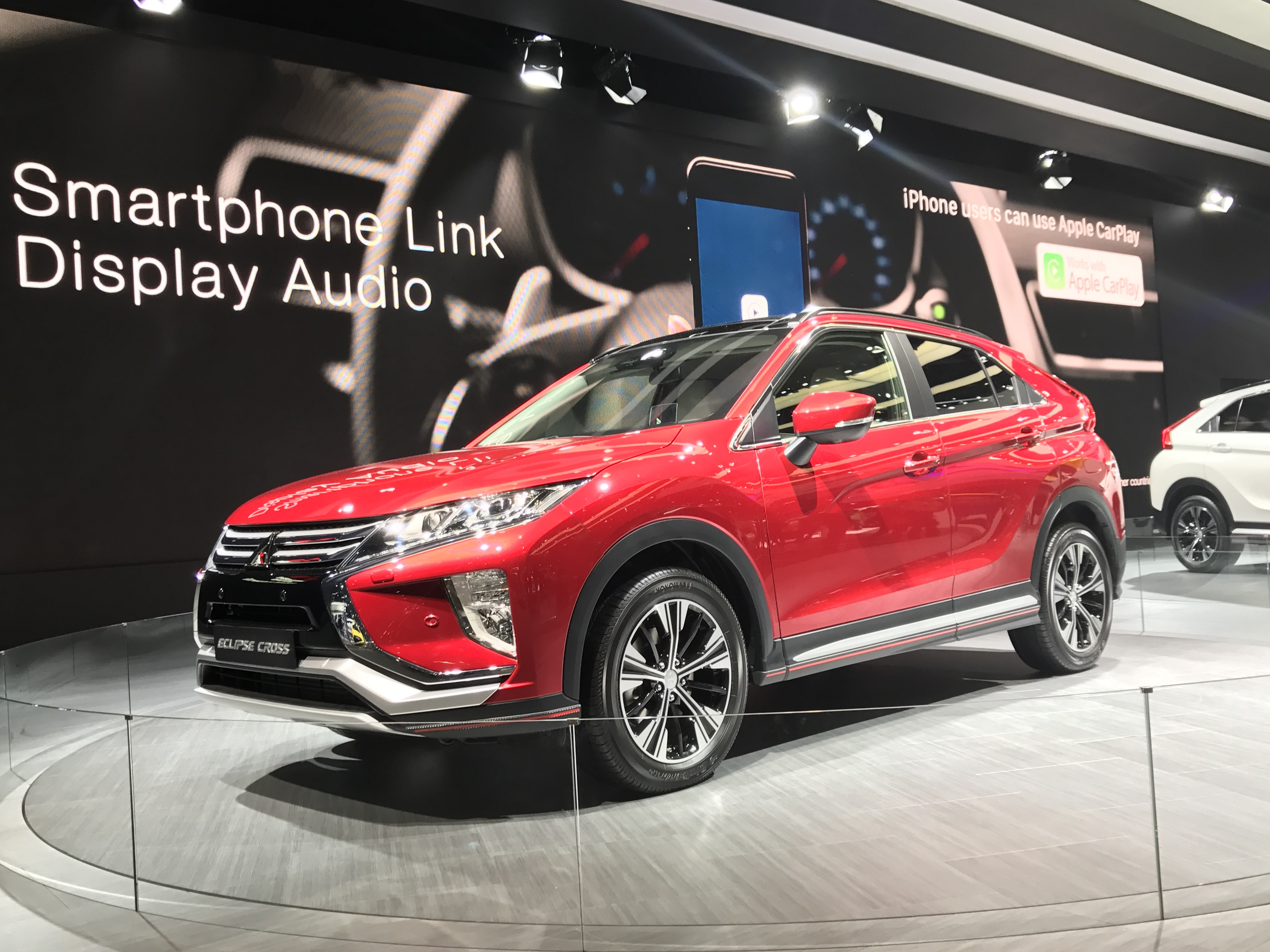
三菱Eclipse Cross
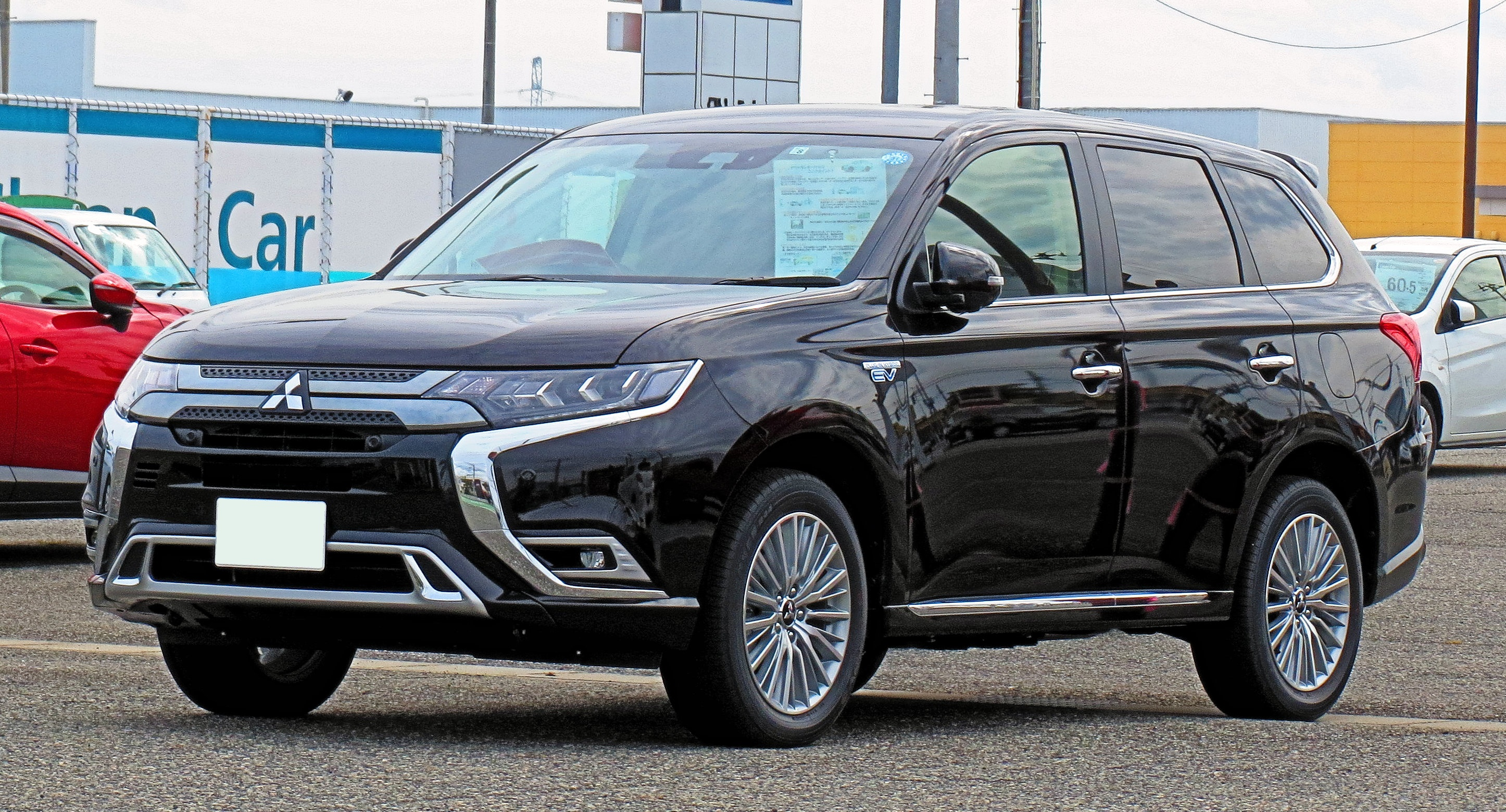
三菱Outlander

#### MG汽車品牌
- MG HS（2022年至今）
- MG ZS（2023年至今）
- MG4 EV（2024年至今）

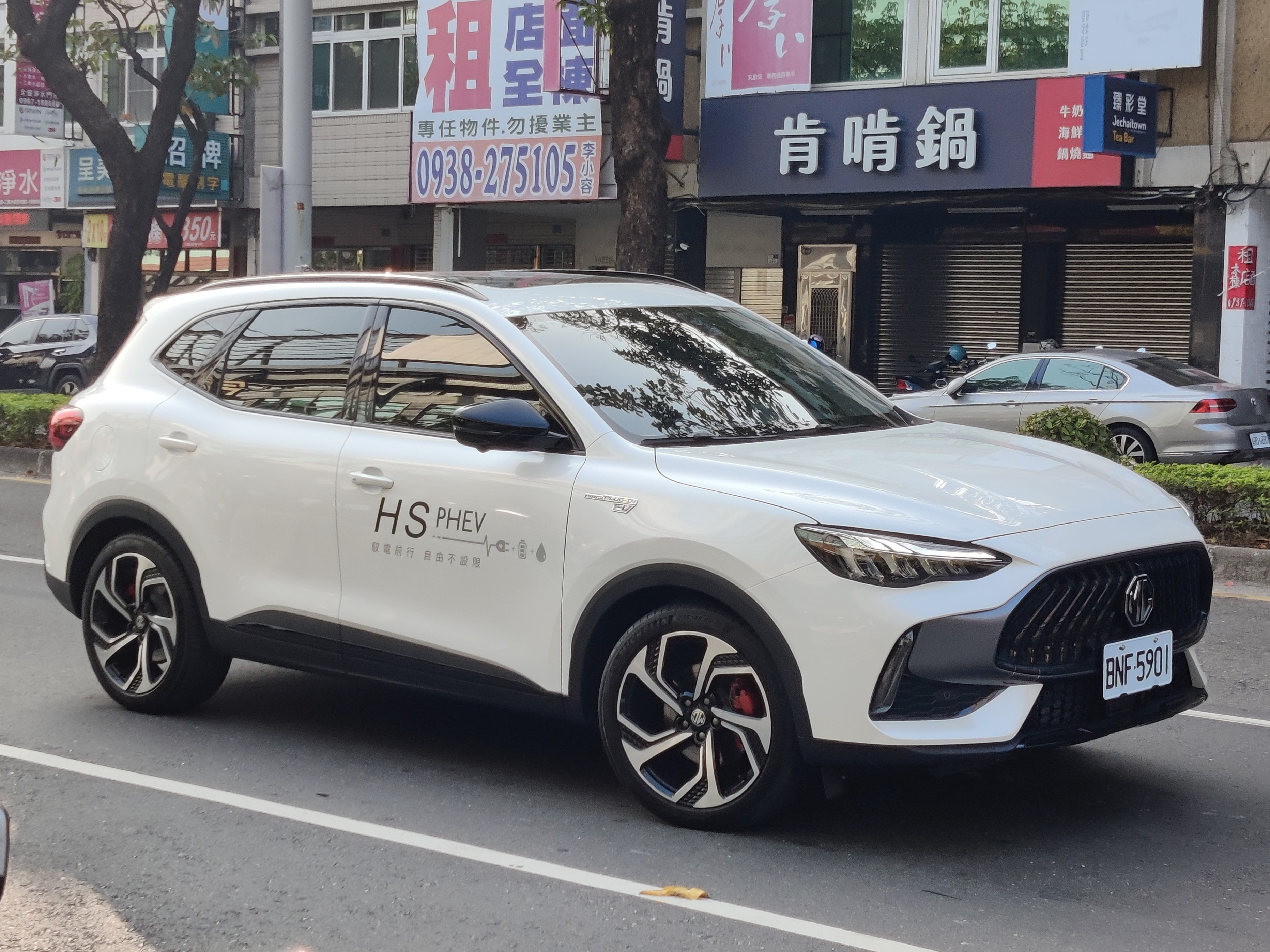
MG HS
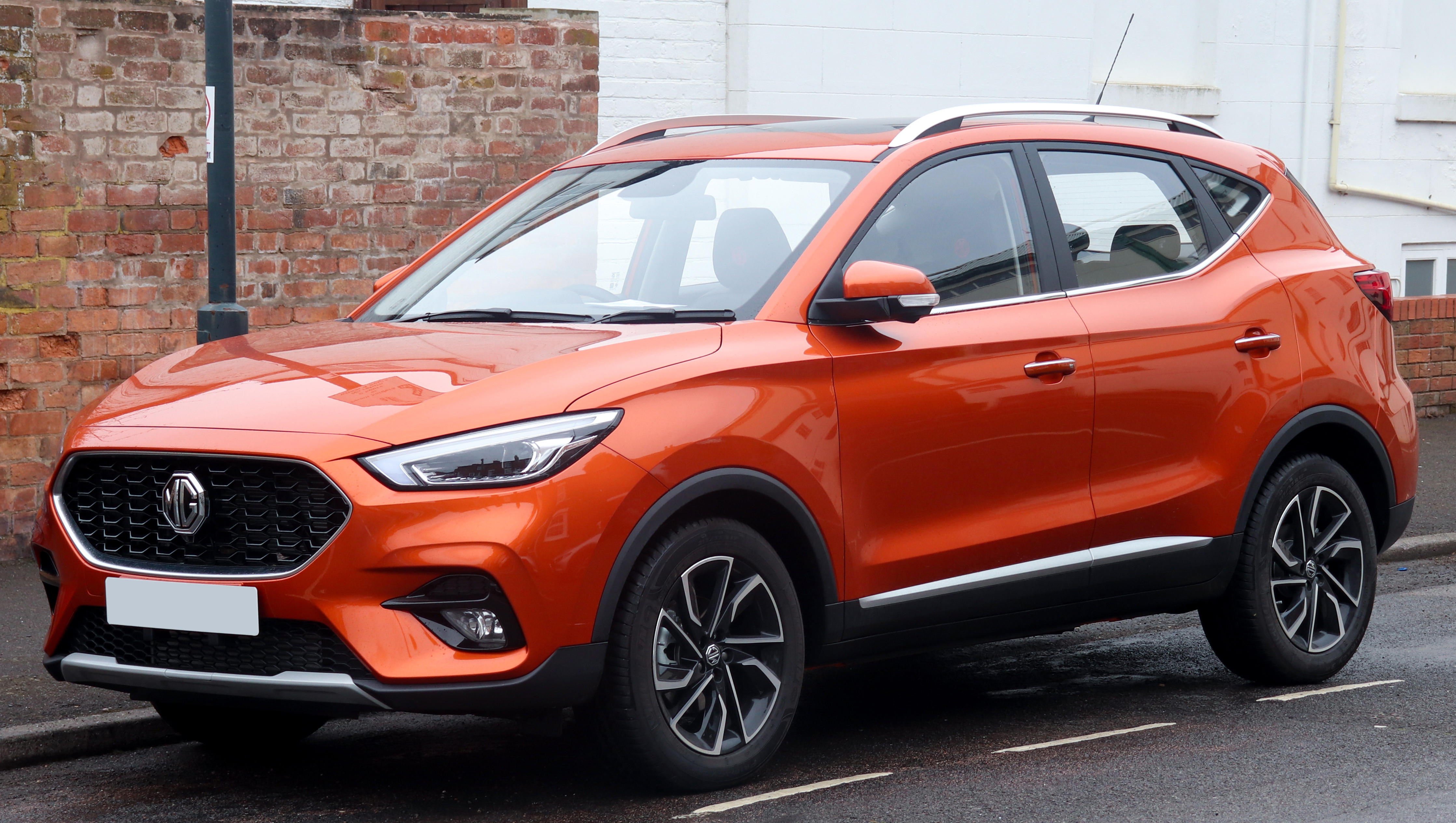
MG ZS
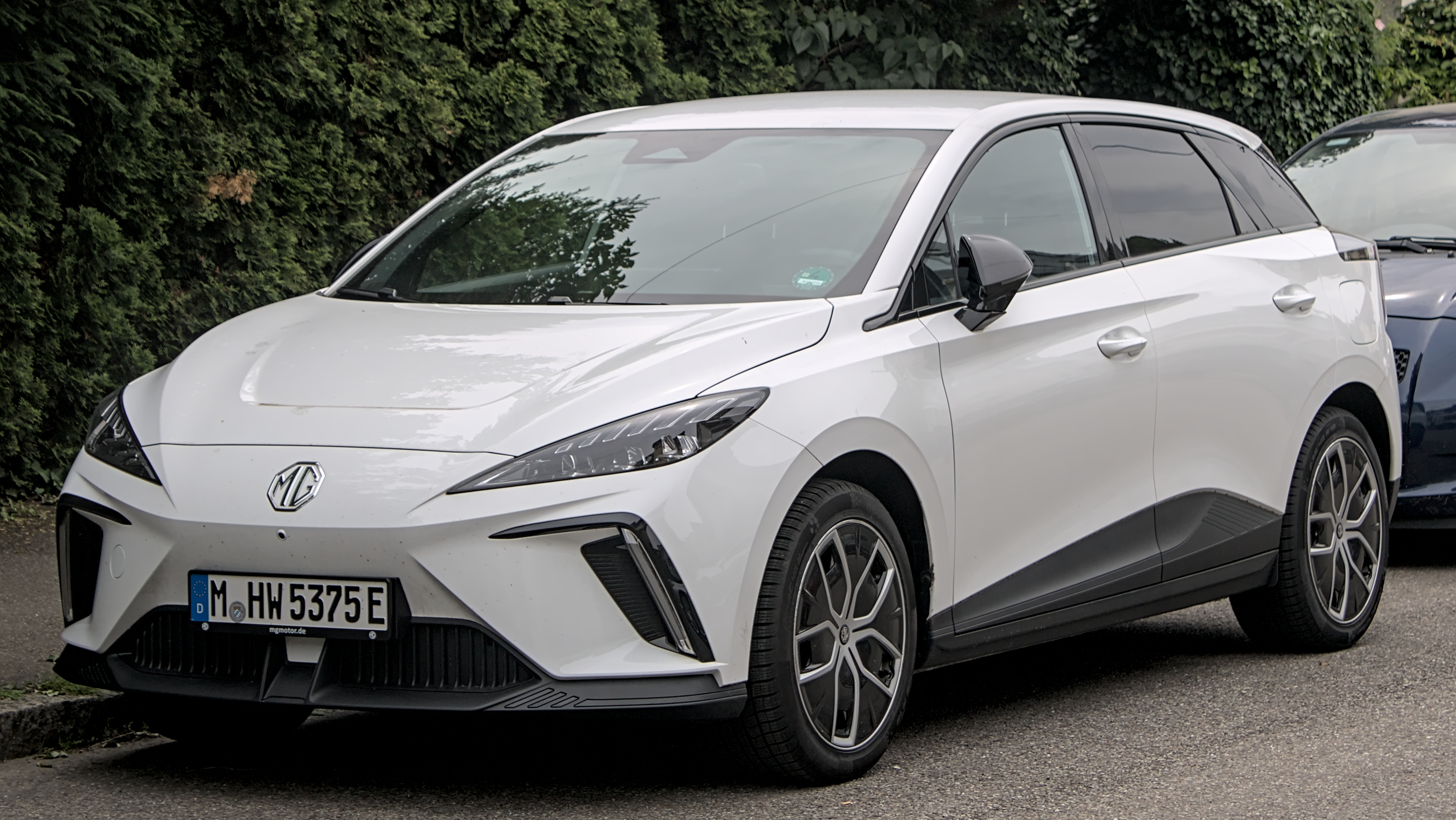
MG4 EV

### 已停產車系

#### 中華汽車品牌
- 中華Minicab（中華百利，1978–1985年）
- 中華Towny（中華多利，1985–1992年）
- 中華Varica（中華威利，1985–2000年）
- 中華Leadca（中華新達，2013–2020年）

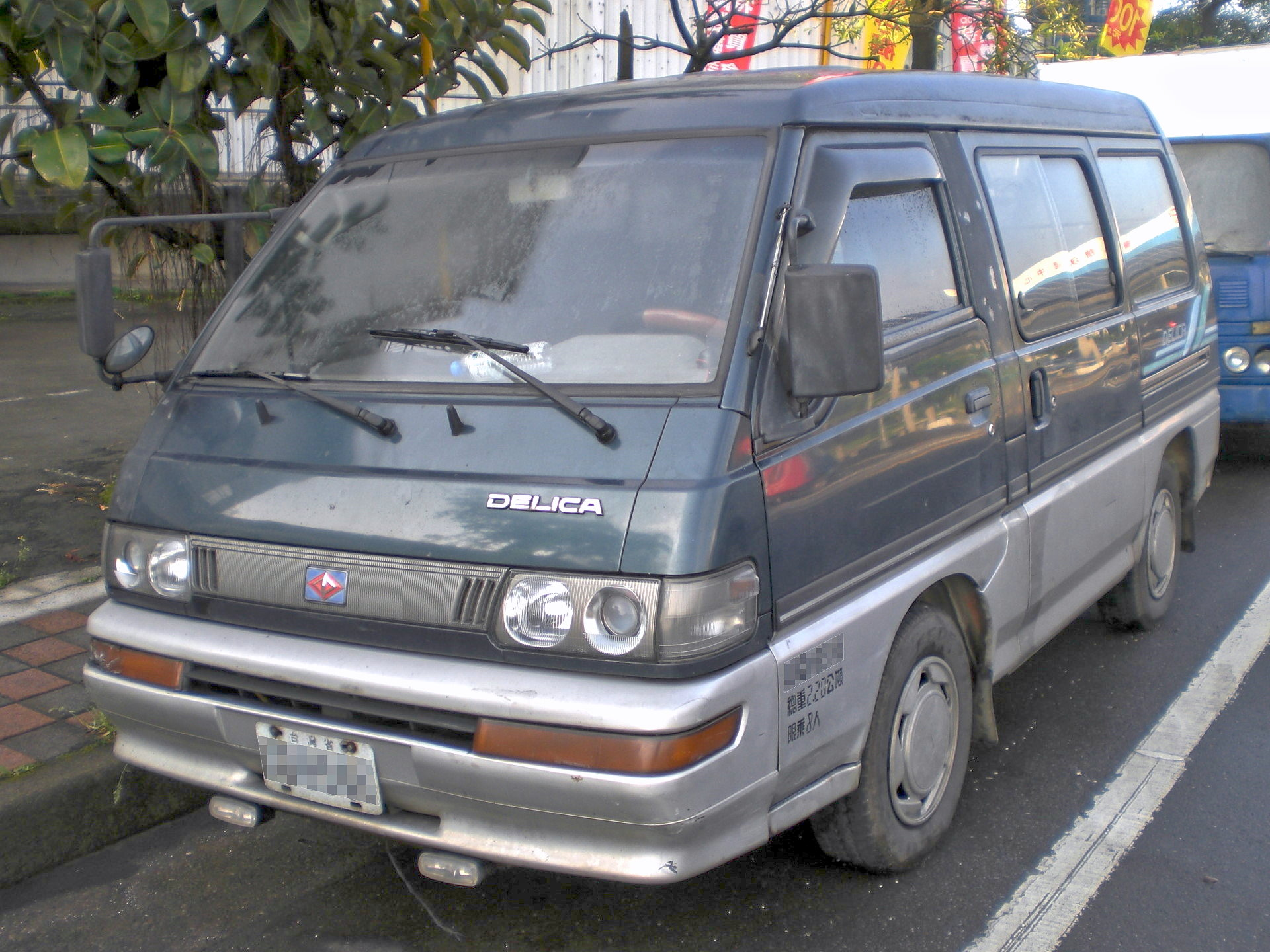
中華Delica 2.0GL廂型車
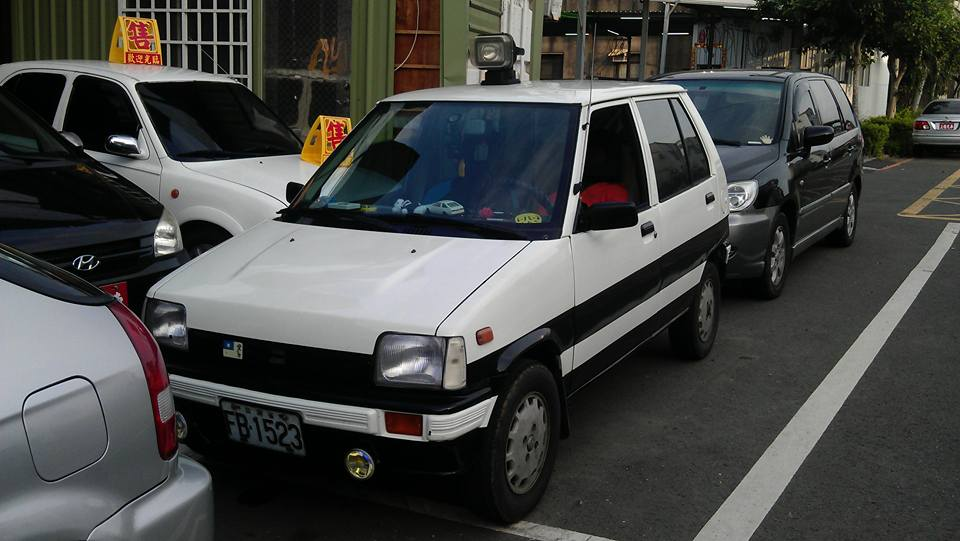
中華多利800
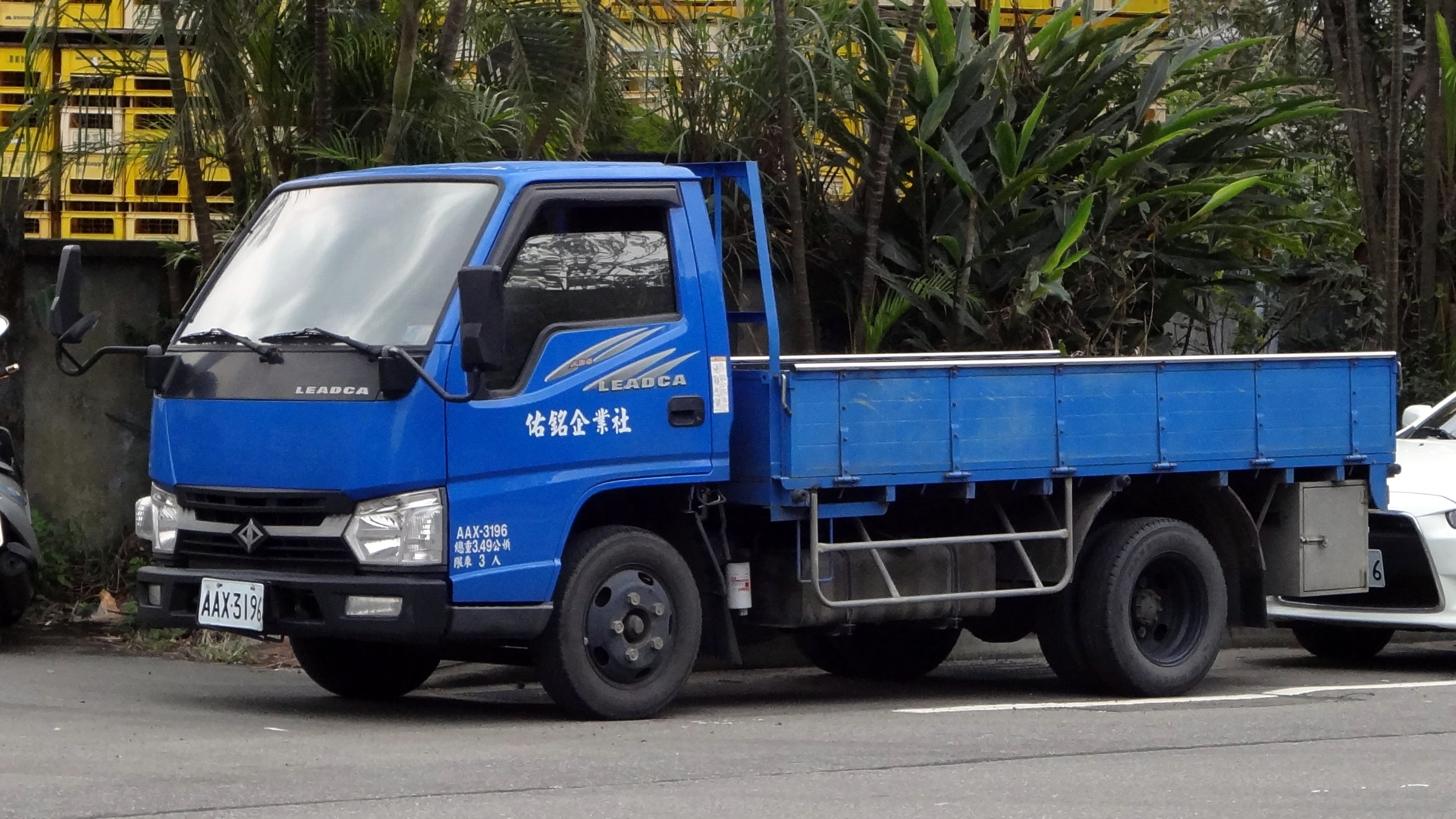
中華新達貨車
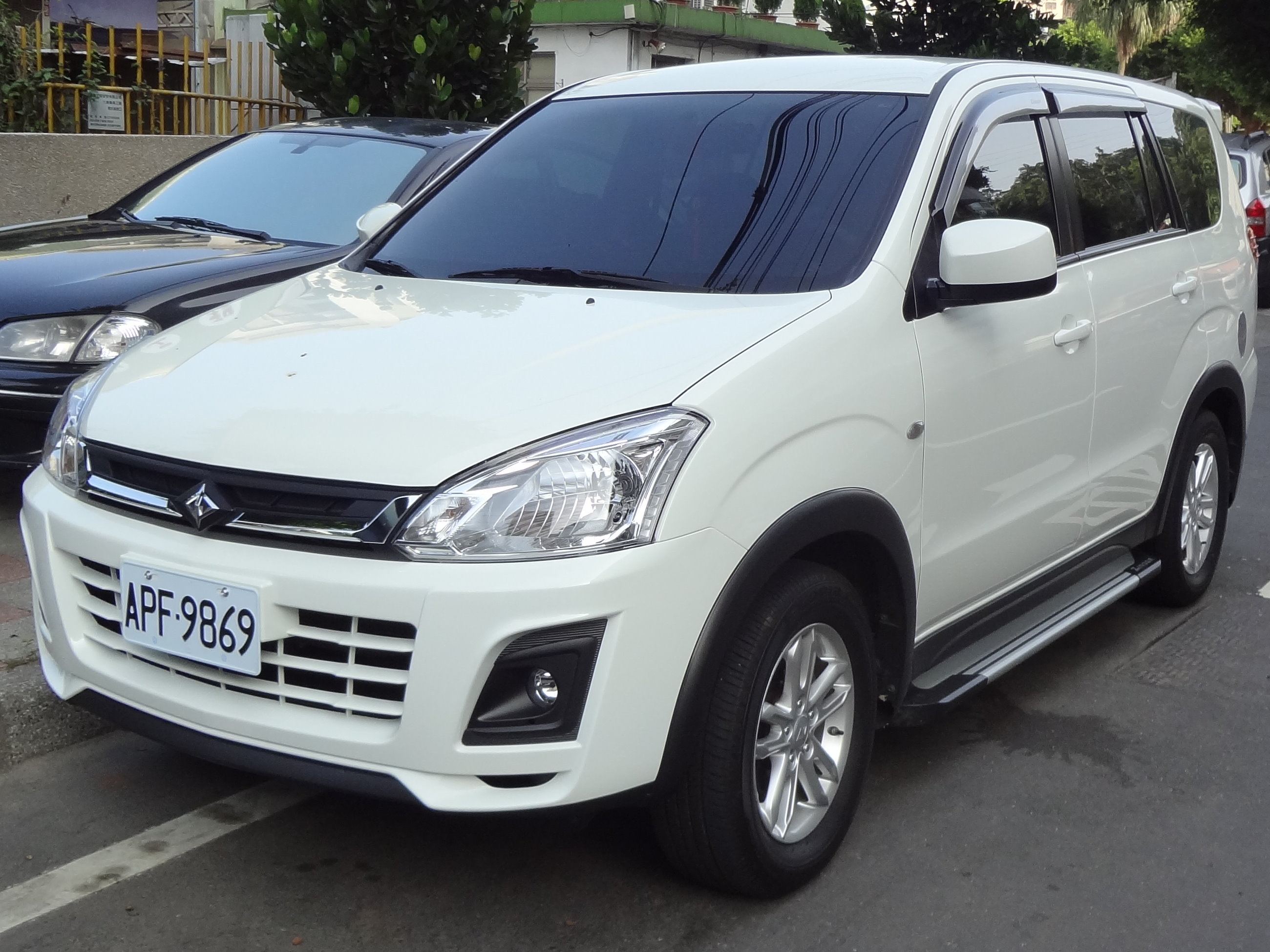
中華雙贏（第三代）
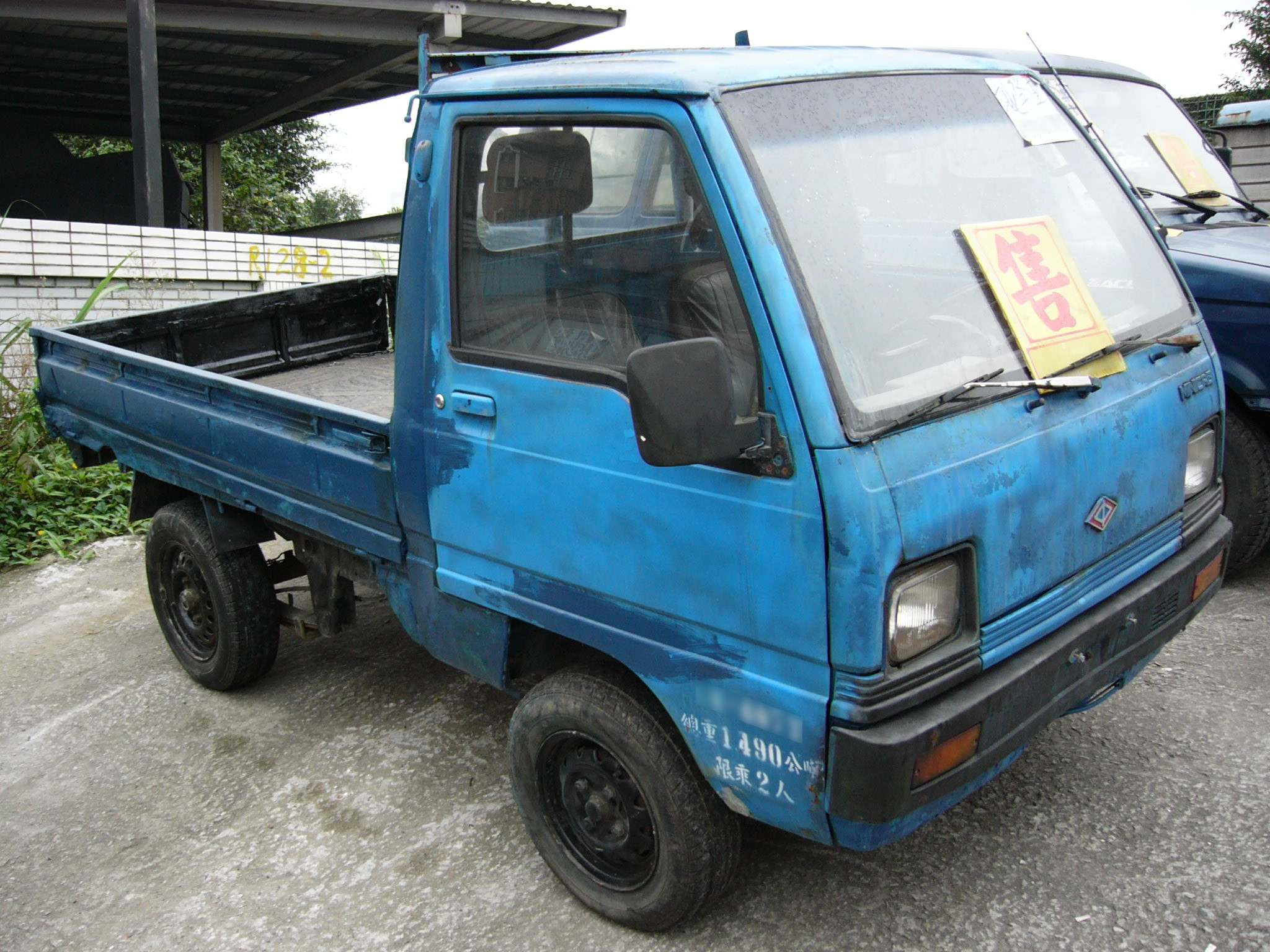
1980年代中華Minicab貨車
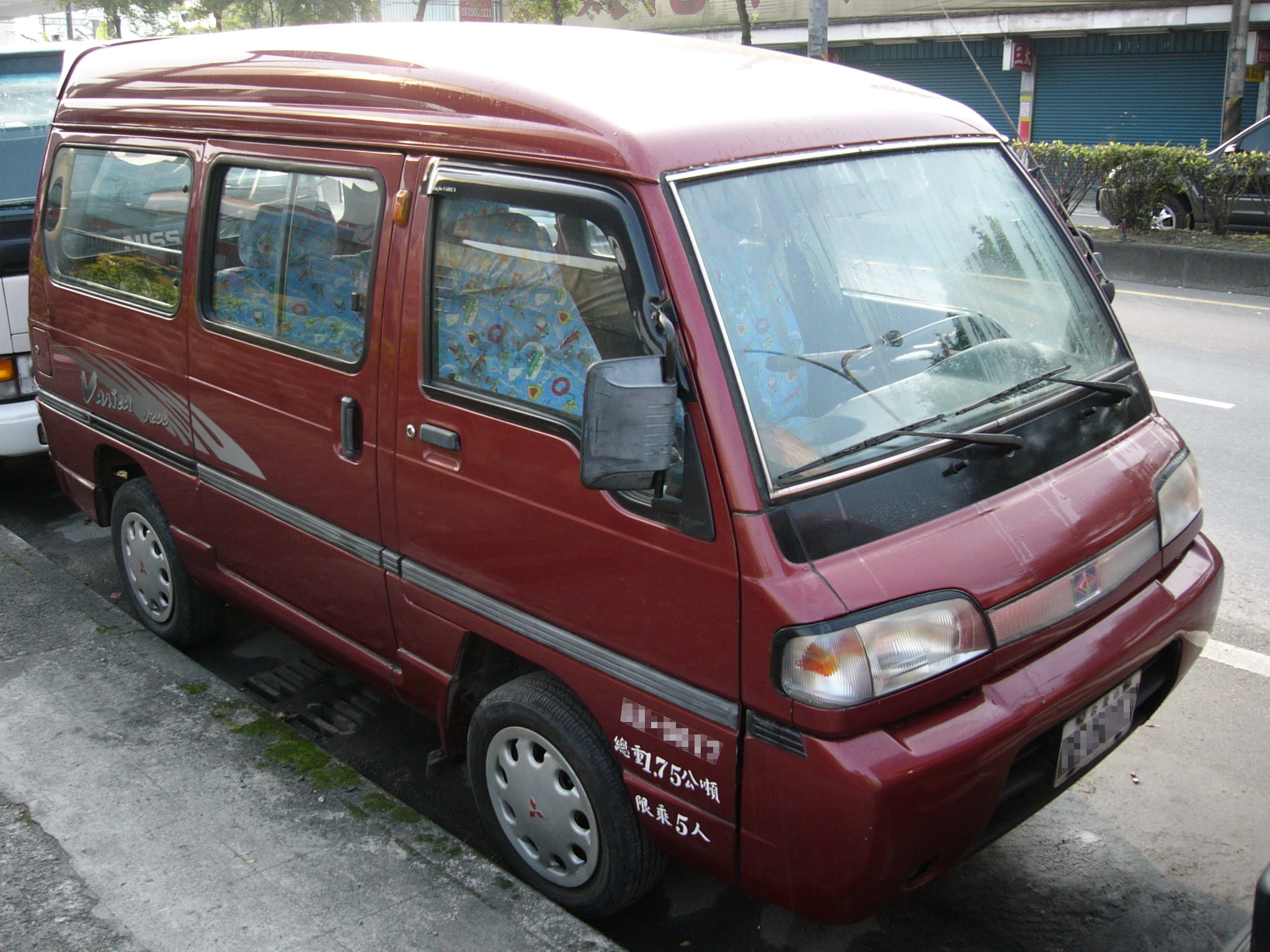
中華Varica 1200廂型車
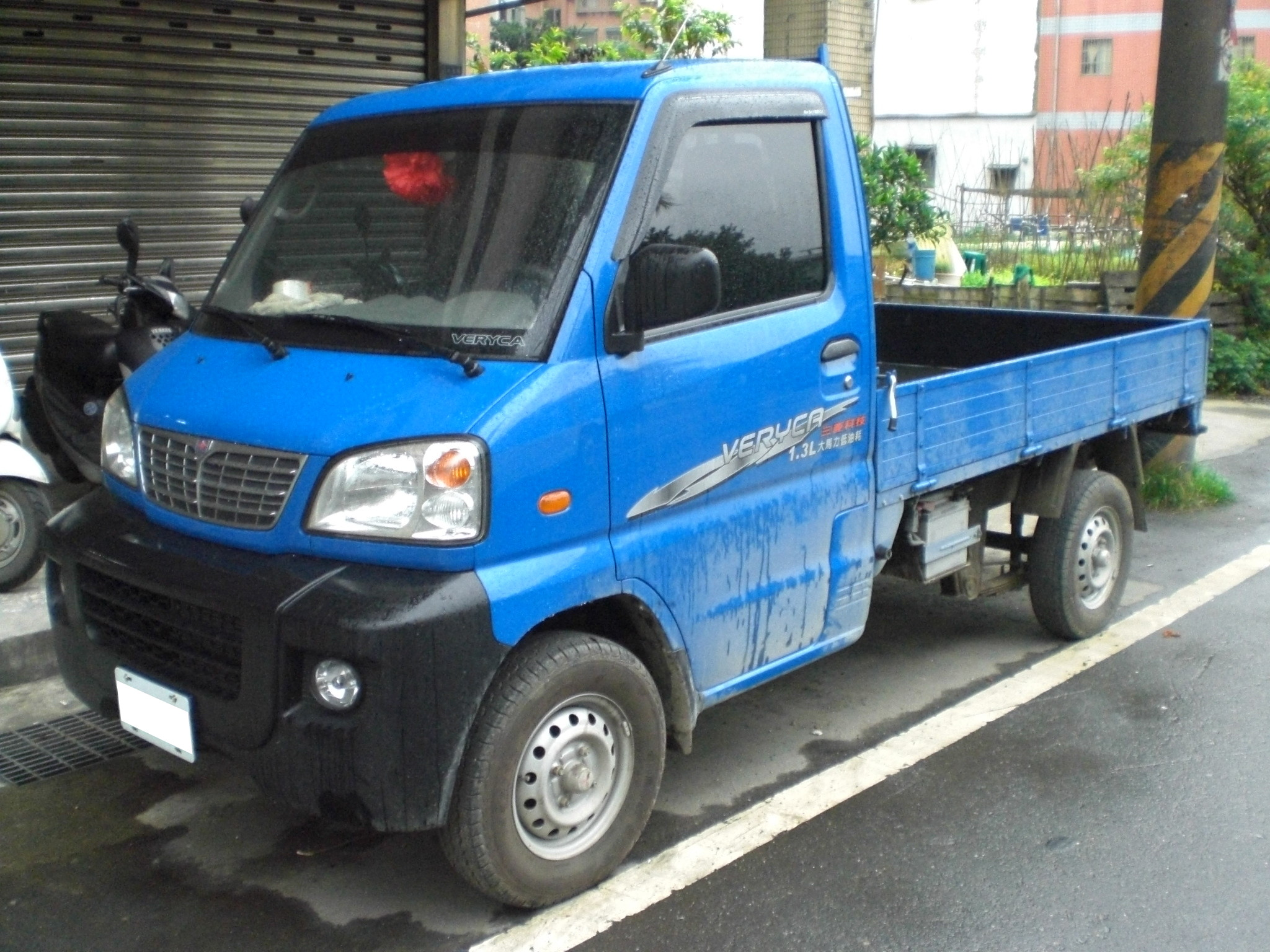
中華Veryca 1.3L貨車（第一代）

#### 三菱與其他汽車品牌
- 三菱Lancer（1991–2024年）
- 三菱Galant（1997–2004年）
- 三菱Space gear（1997–2007年）
- 三菱Freeca（英语：Mitsubishi Freeca）（1998–2008年）
- 三菱Savrin（2001–2014年）
- 三菱Galant Grunder（2004–2012年）
- 三菱Pajero（2007–2020年，進口）
- 三菱ASX（2011–2014年，進口）
- 三菱Lancer Sportback（2011–2017年，進口）
- Chrysler Town & Country（2005–2007年）

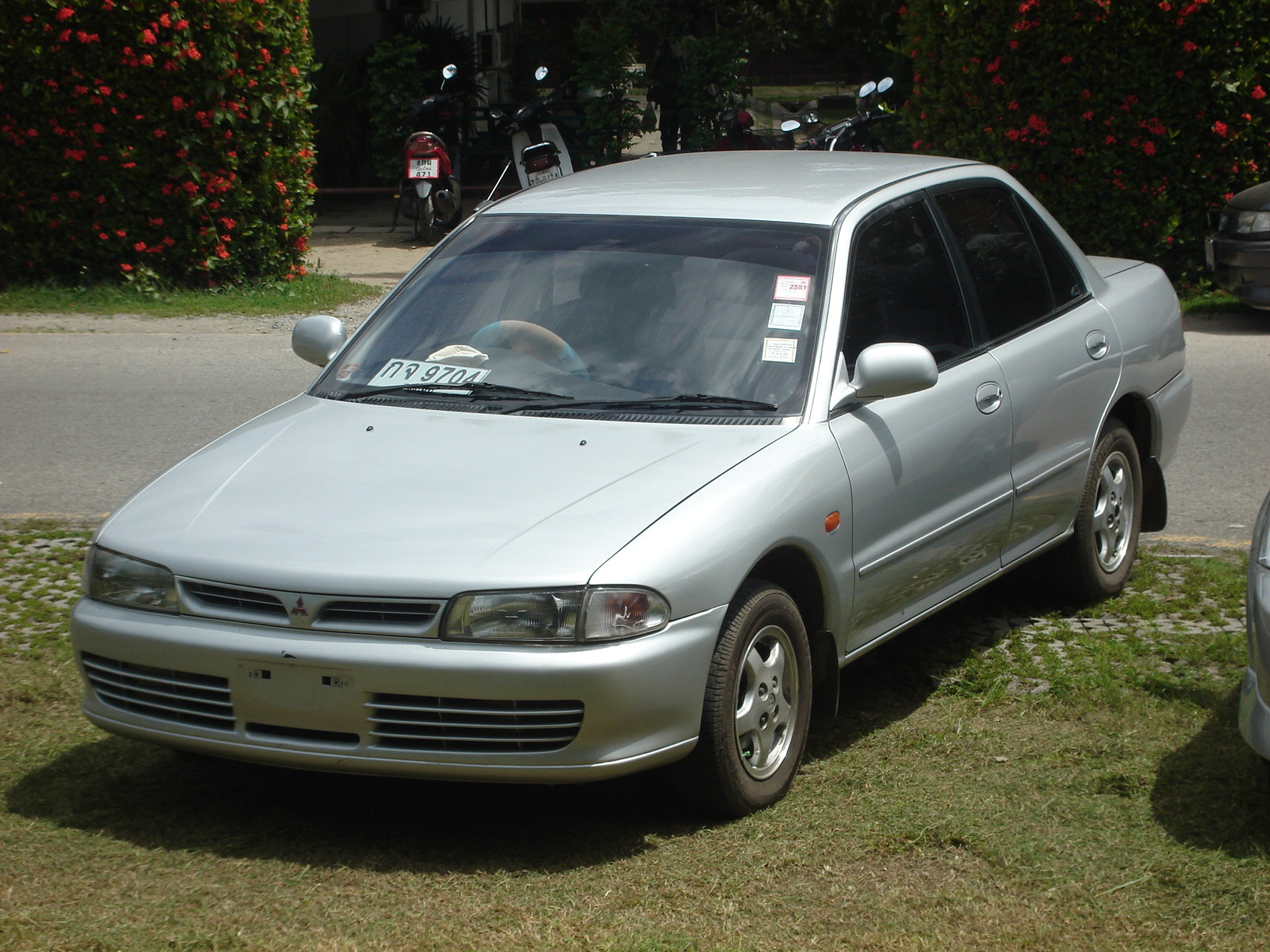
Lancer第四代
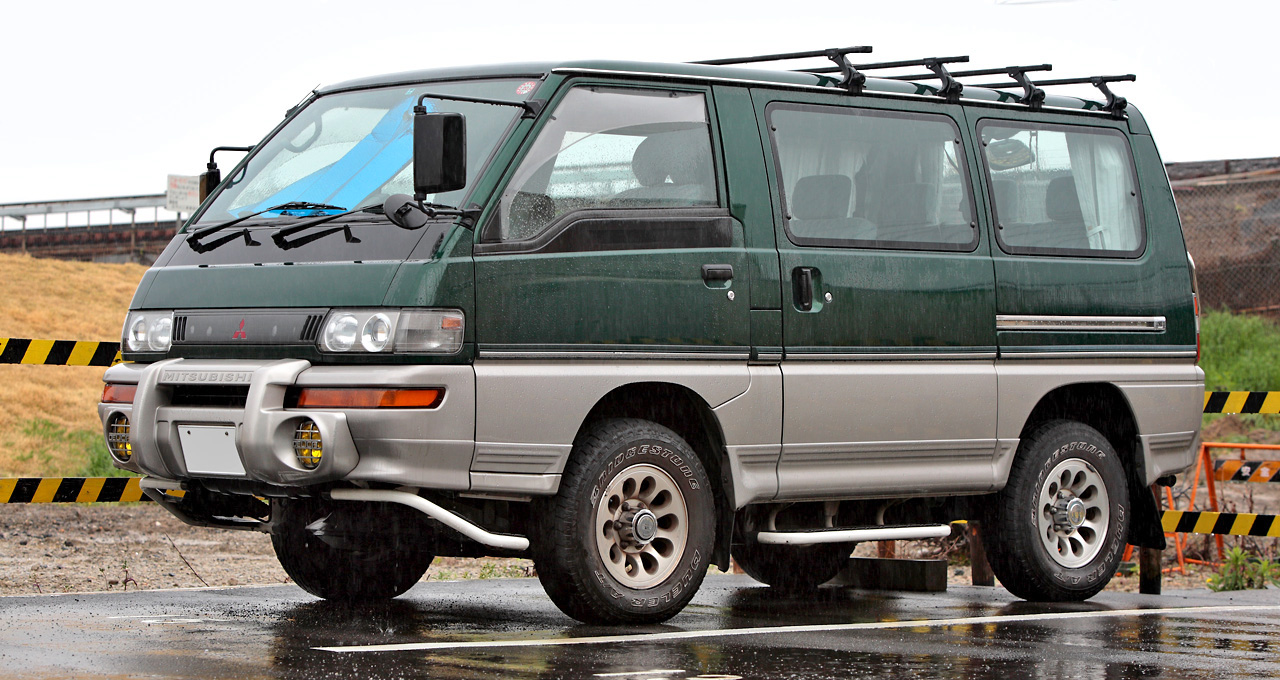
三菱得利卡（第三代）廂型車
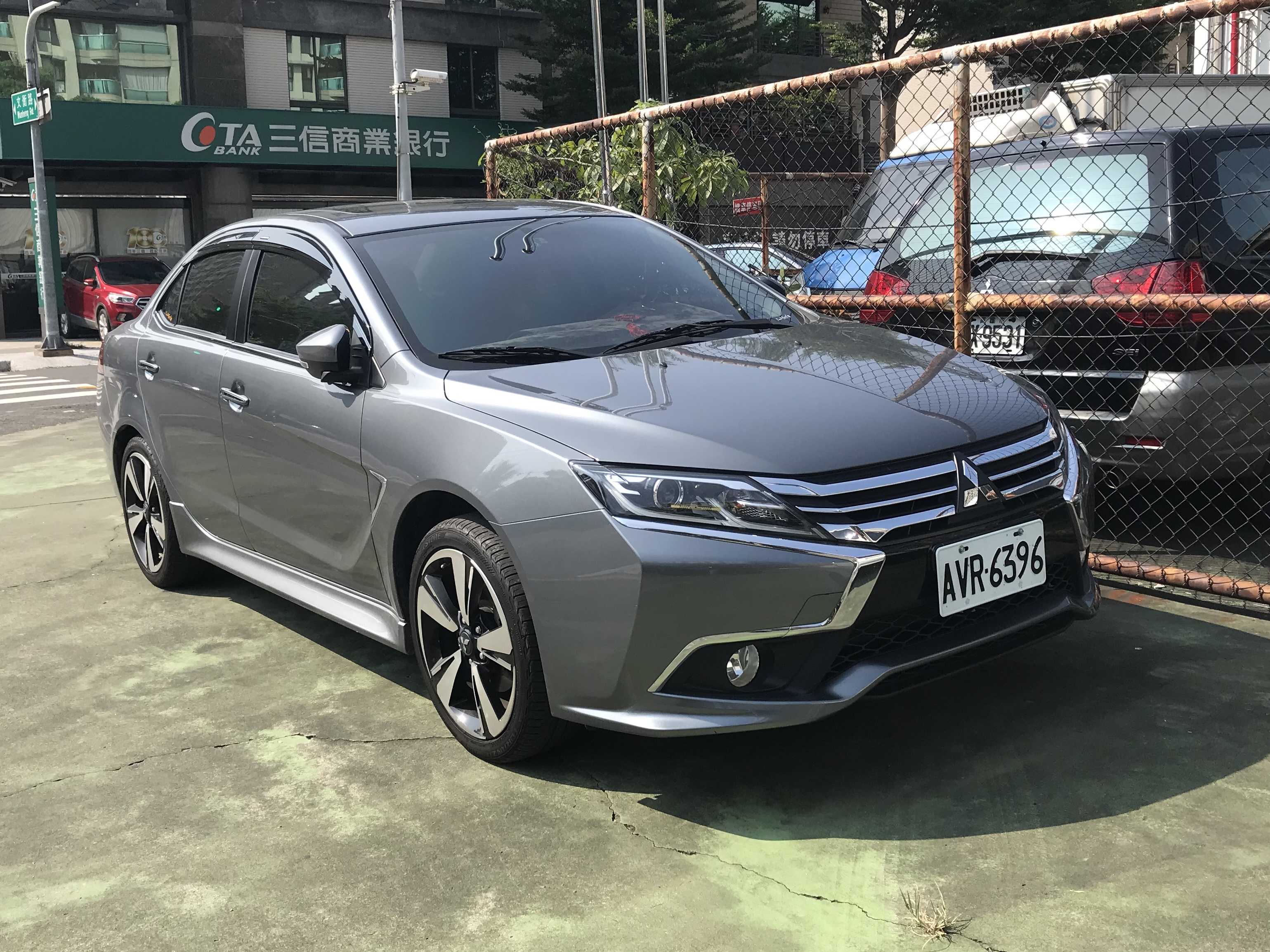
三菱Grand Lancer
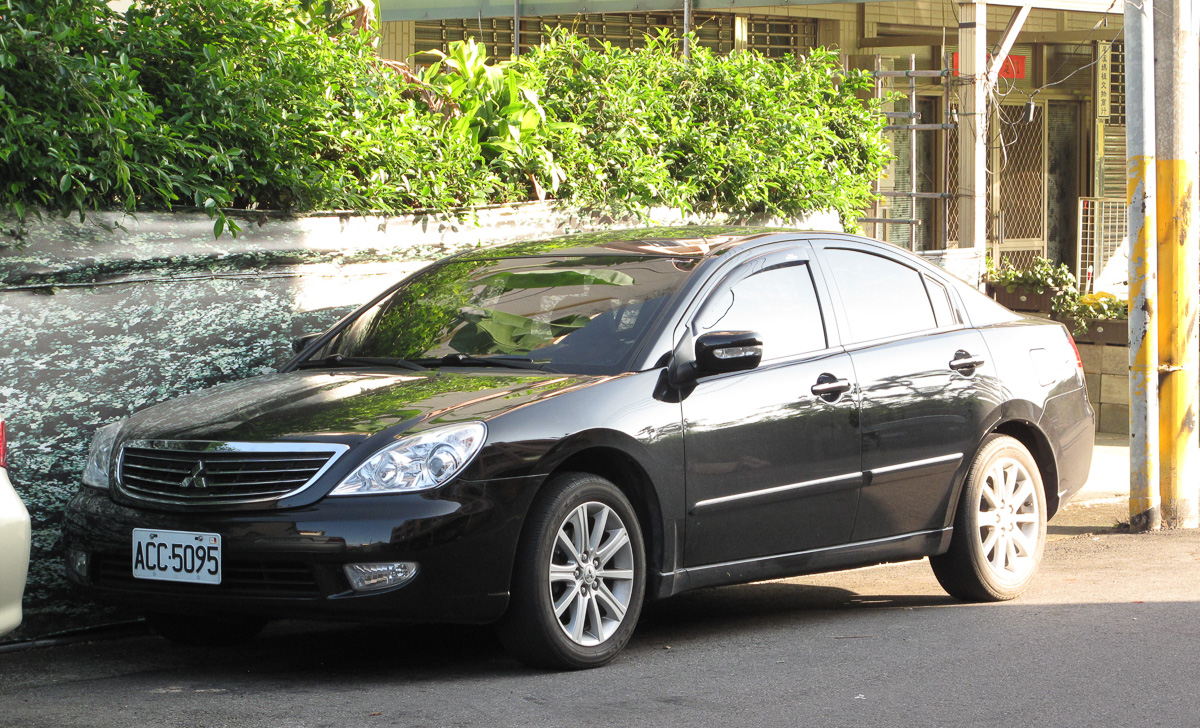
三菱Grunder
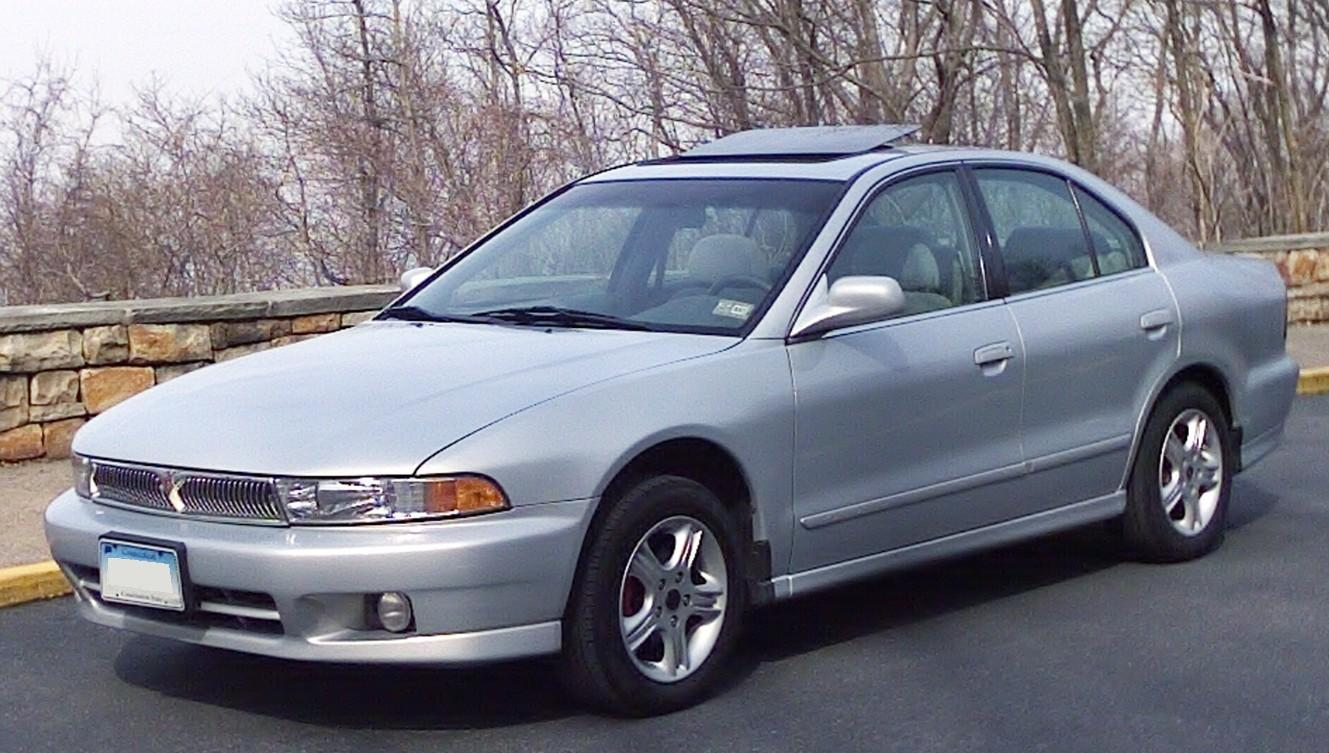
三菱Galant
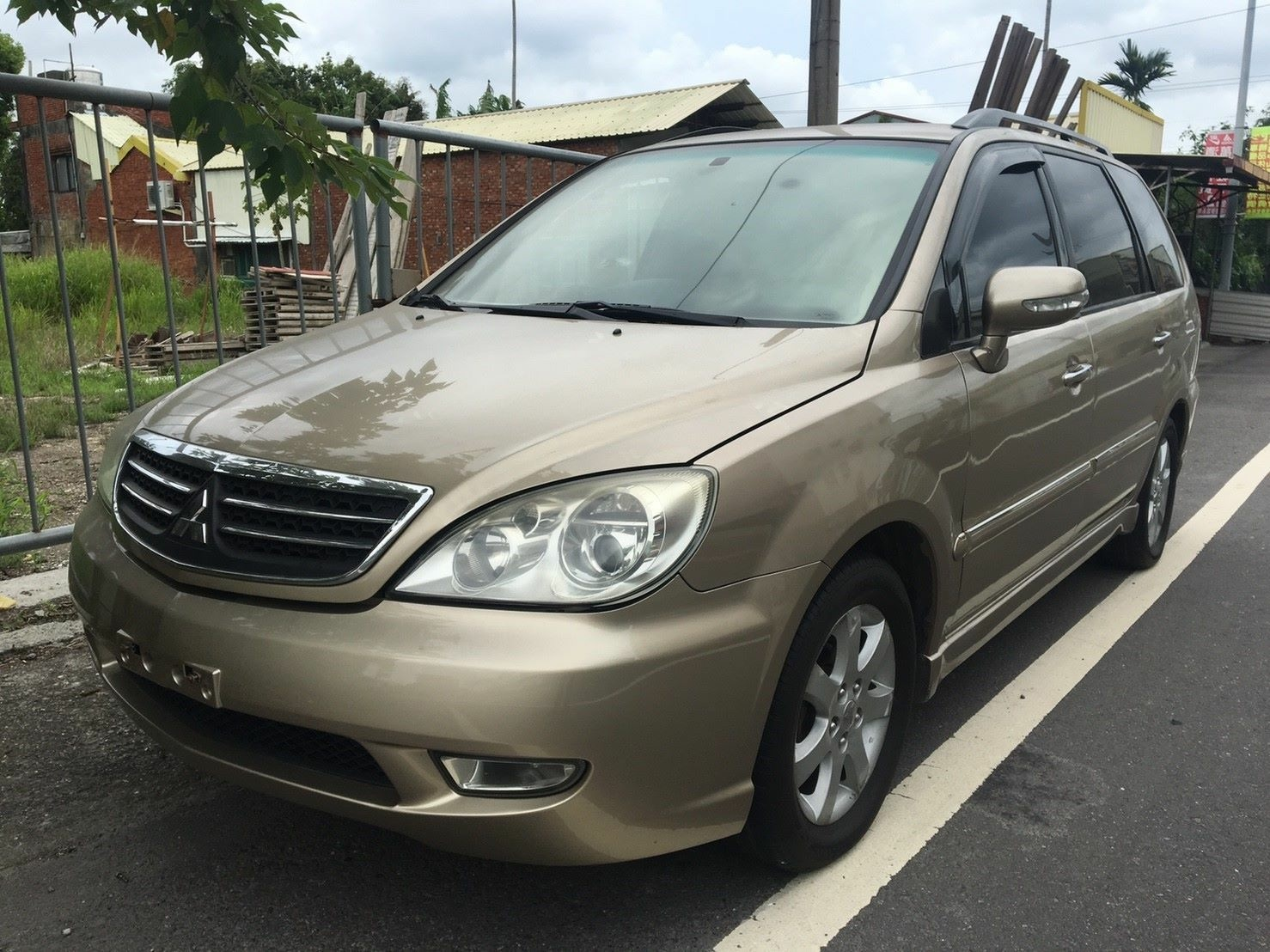
三菱Savrin
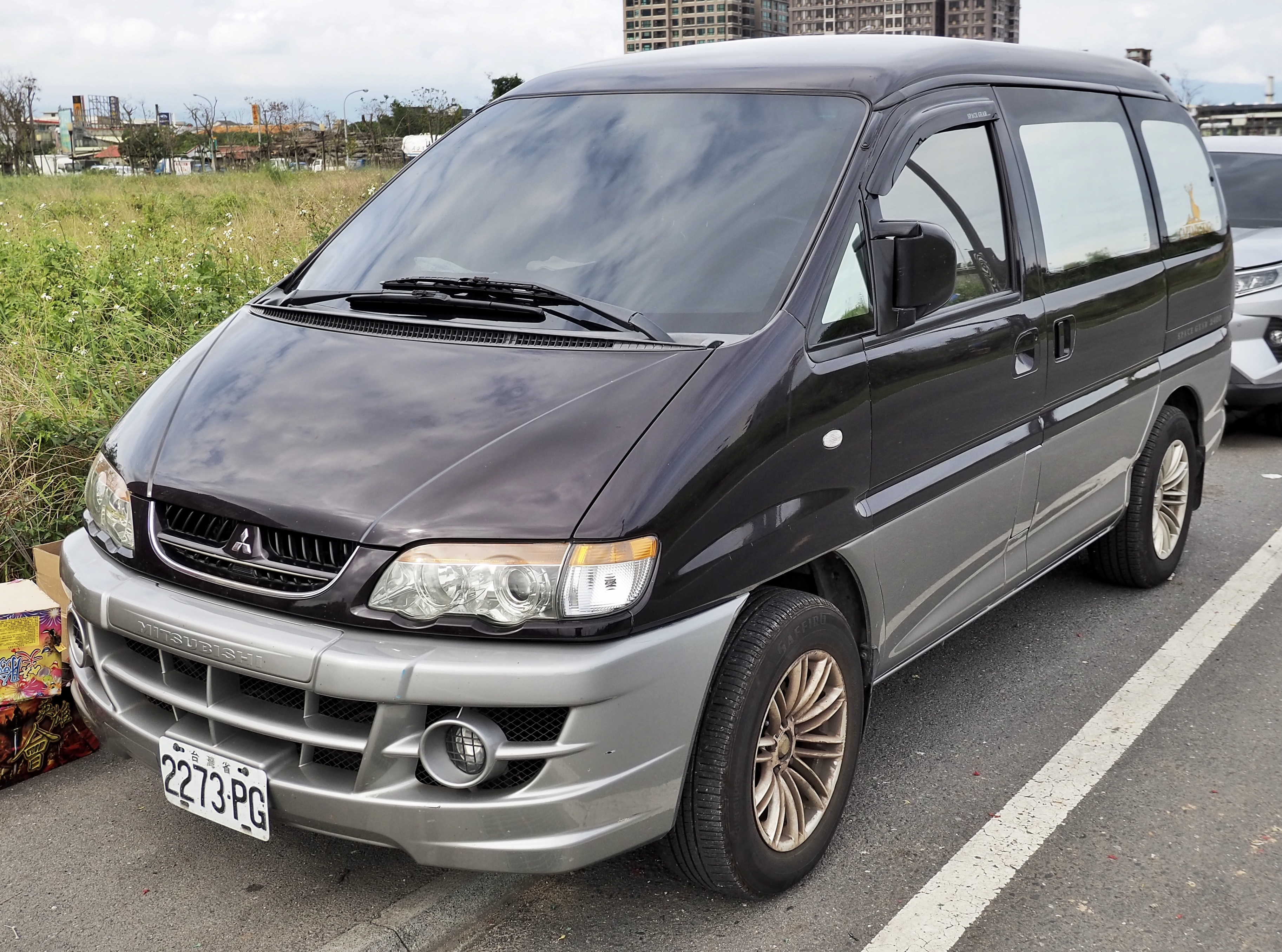
三菱Space Gear
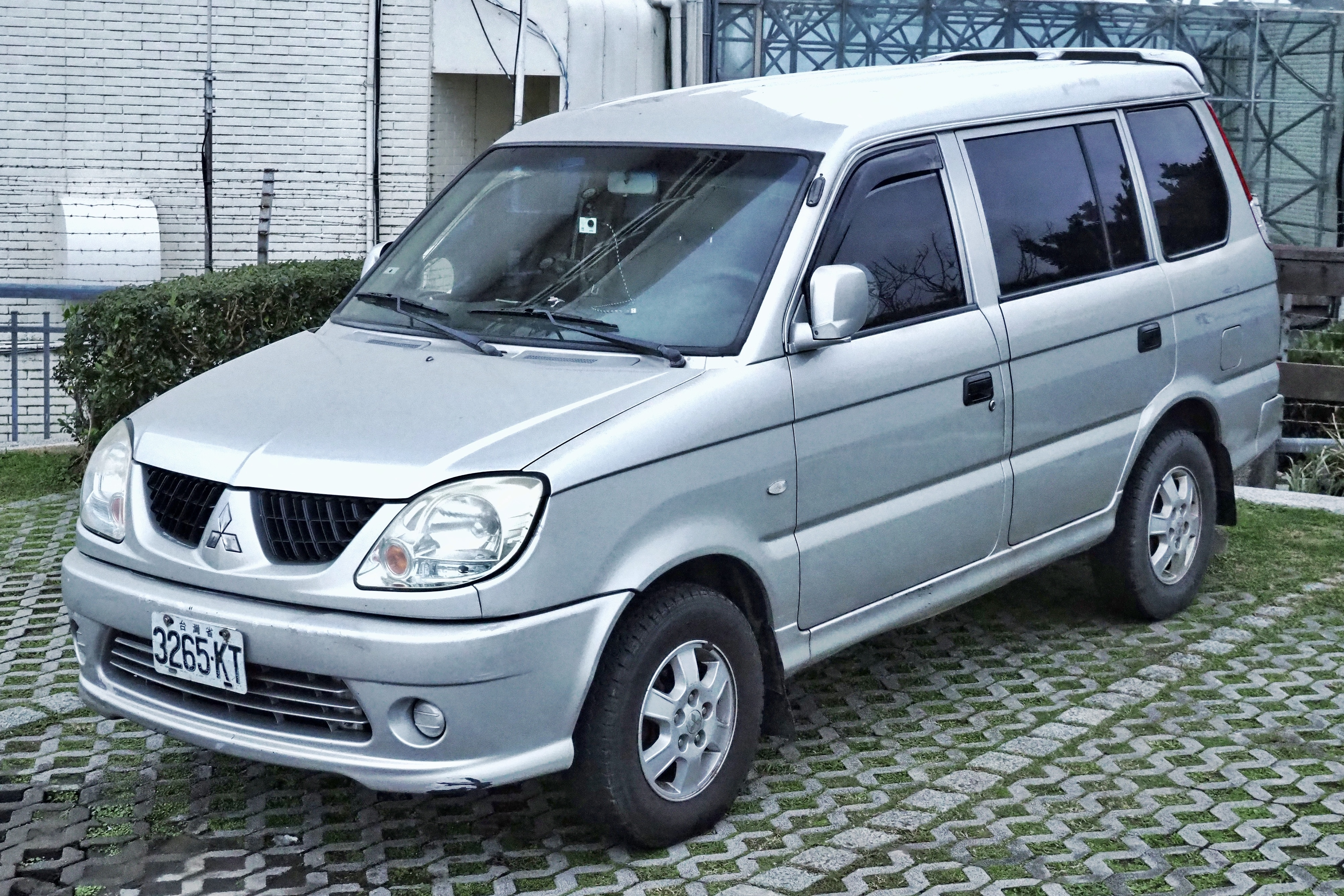
三菱Freeca
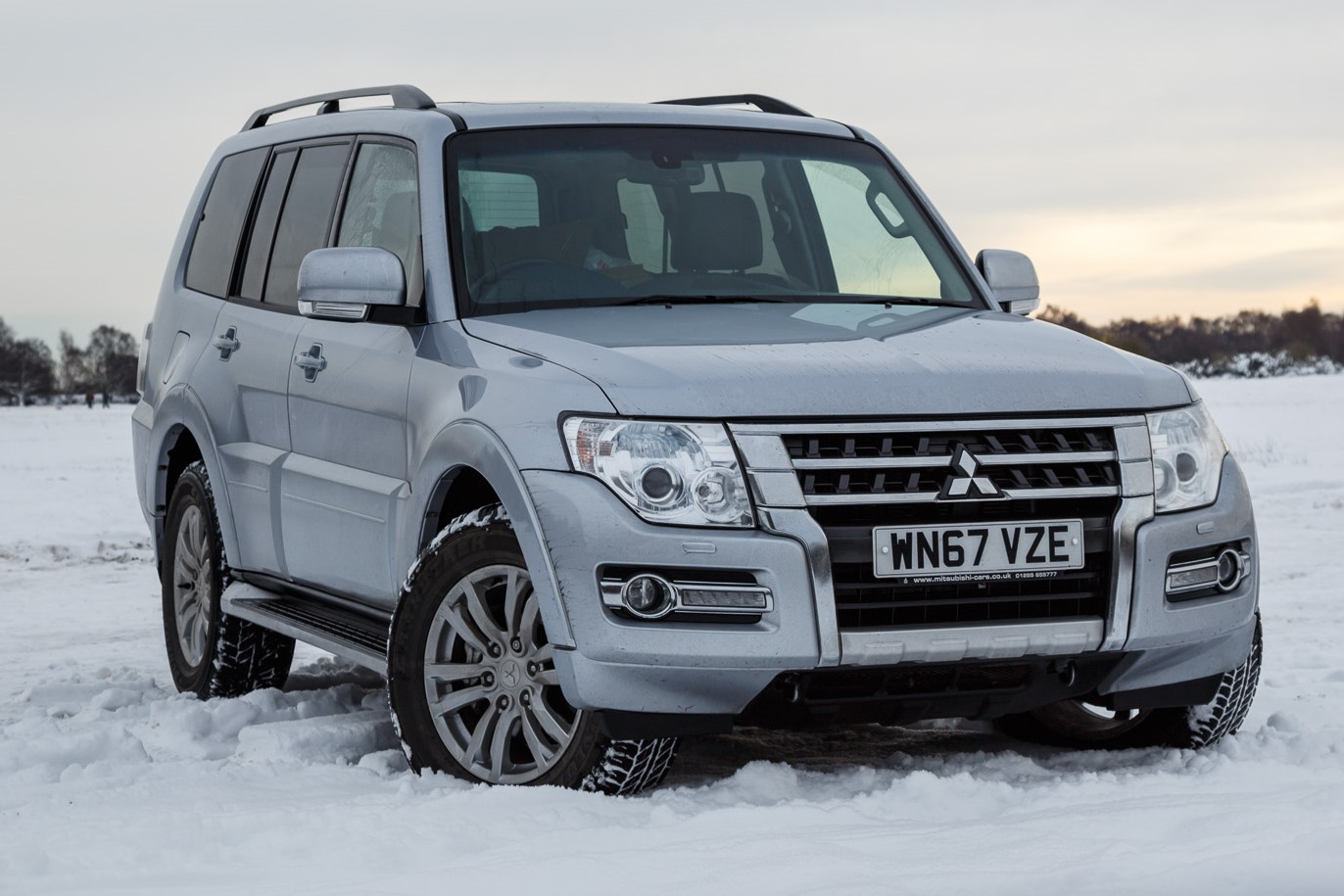
三菱Pajero
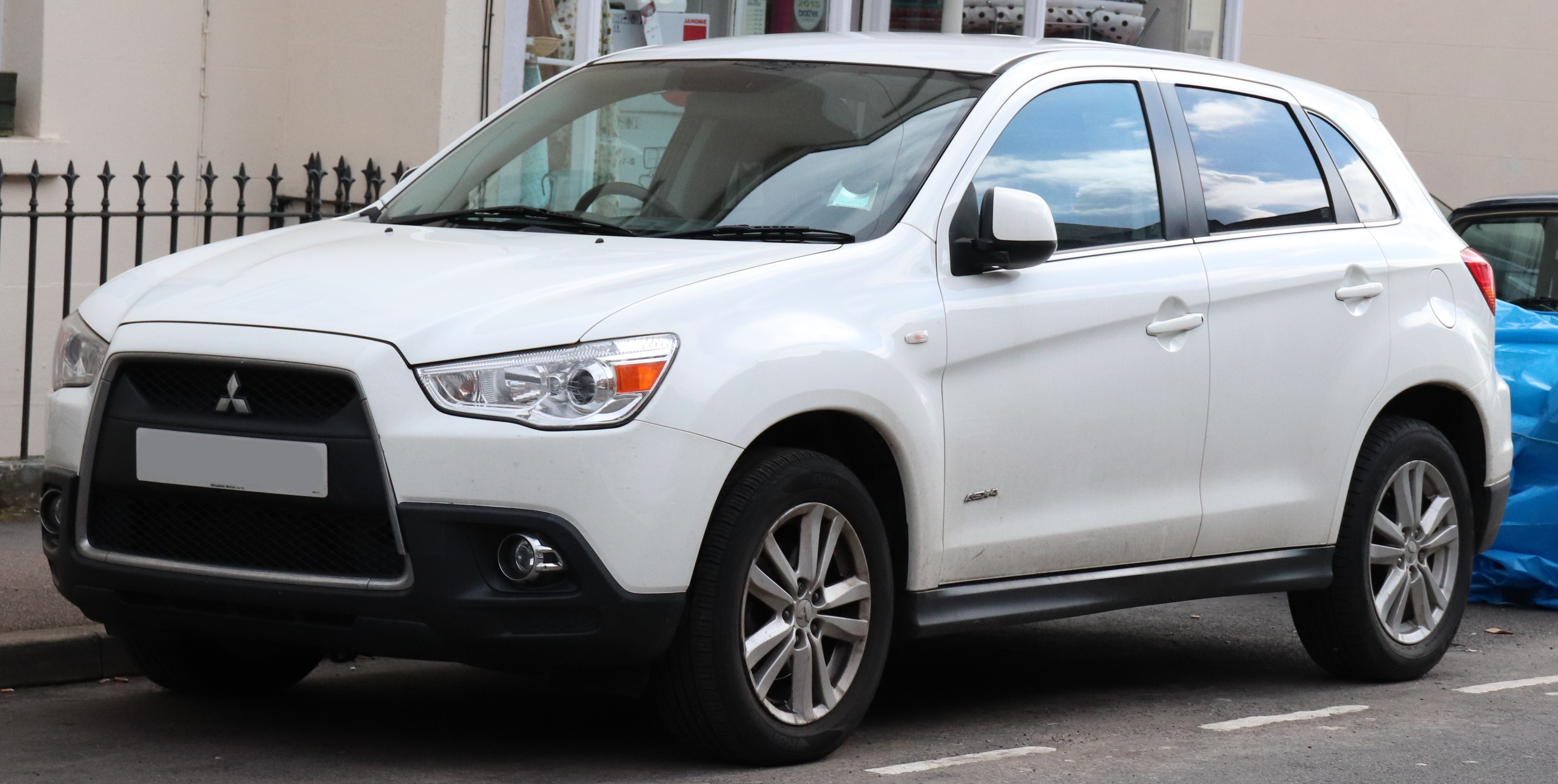
三菱ASX
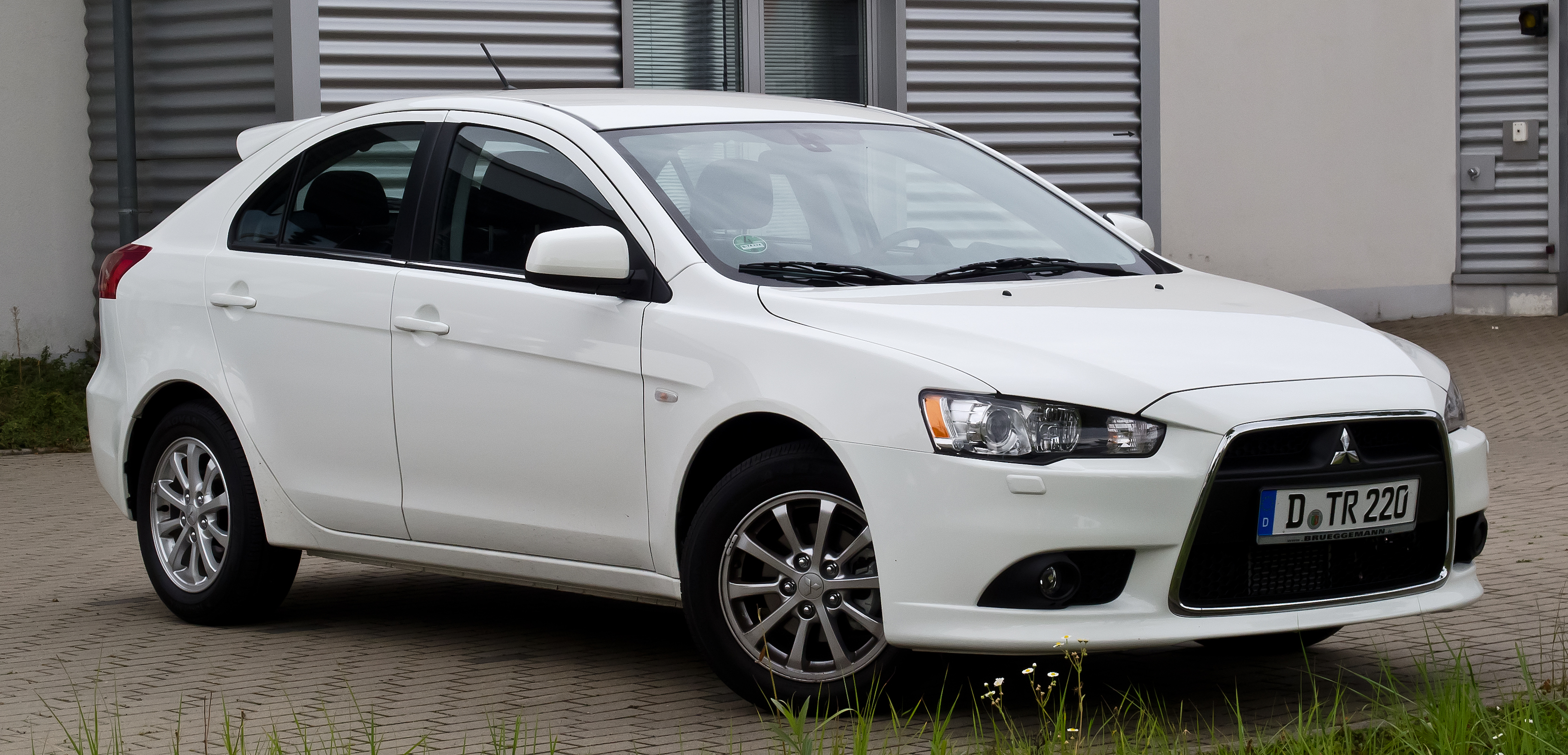
三菱Lancer Sportback
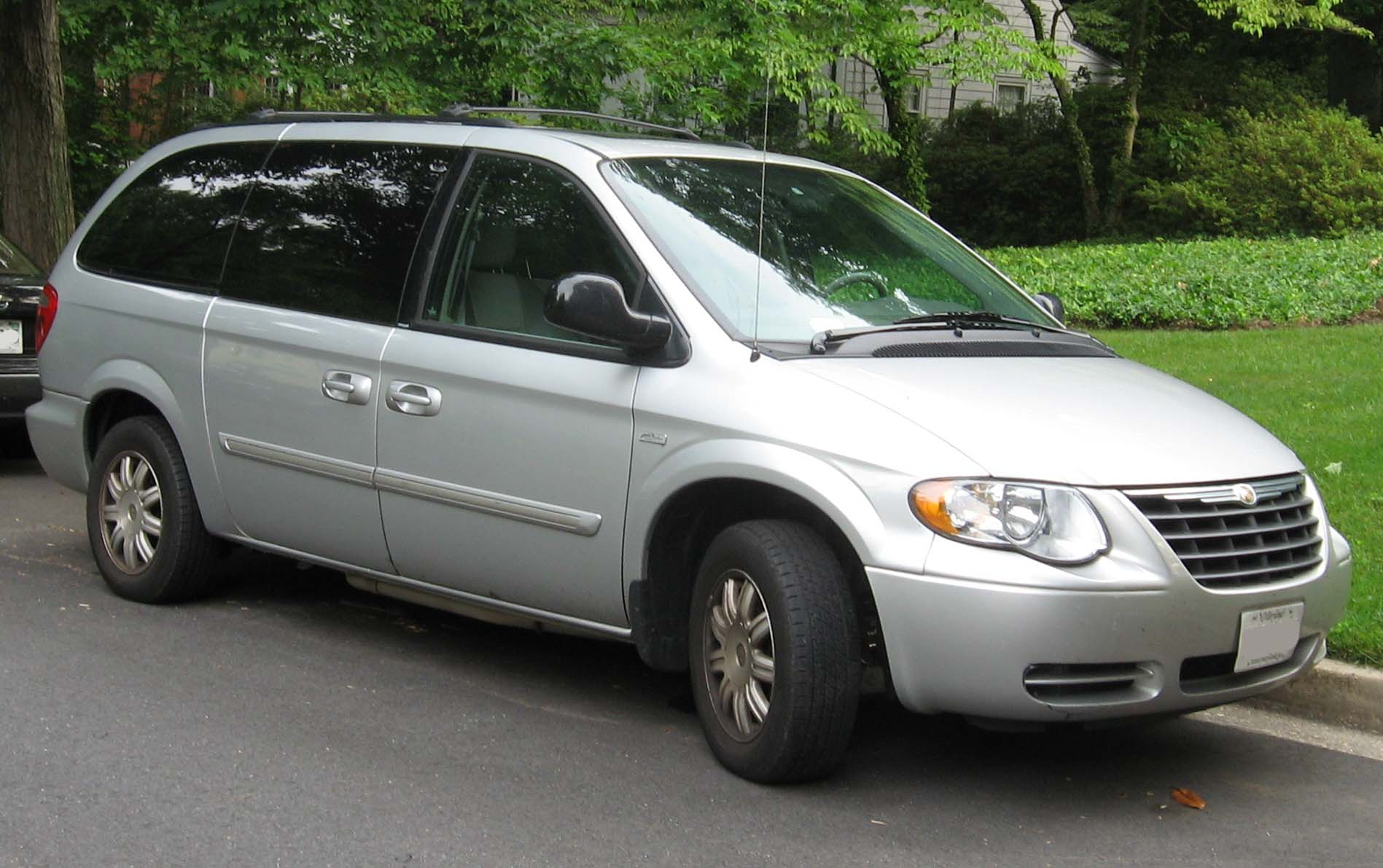
Chrysler Town and Country

## 资料来源
1. 1 2 3 4 5 6 7  OTC上（興）櫃股票：2204（上櫃、興櫃，若已上市或直接上櫃、上市者，興櫃資料無法查詢）（繁體中文）
2. ↑  中華汽車－公司簡介－設立日期 （页面存档备份，存于） （繁體中文）
3. ↑  中華汽車101年度年報 （页面存档备份，存于）（2013年4月30日刊印）
4. ↑  .   [2025-01-25]. （原始内容存档于2025-01-25）.
5. ↑  參看（日語）CMC社と台湾における国産化援助契約を締結 （页面存档备份，存于）之條。
6. ↑  .   [2014-05-17]. （原始内容存档于2019-05-03）.
7. ↑  .   [2018-12-05]. （原始内容存档于2018-12-06）.
8. ↑  陳信榮. . 工商時報. 2013-10-31  [2014-05-17]. （原始内容存档于2019-05-03）.
9. ↑  . 發燒車訊. 2022-07-27  [2022-07-30]. （原始内容存档于2022-08-02）.

## 外部連結
- （繁體中文）中華三菱網站 （页面存档备份，存于）
- （繁體中文）中華汽車企業網站（页面存档备份，存于）
- （英文）中華汽車企業網站 （页面存档备份，存于）
- （繁體中文）三菱汽車 MITSUBISHI MOTORS TAIWAN
- 三菱Mitsubishi Motors Taiwan的Facebook專頁